# Resurrección de Jesús

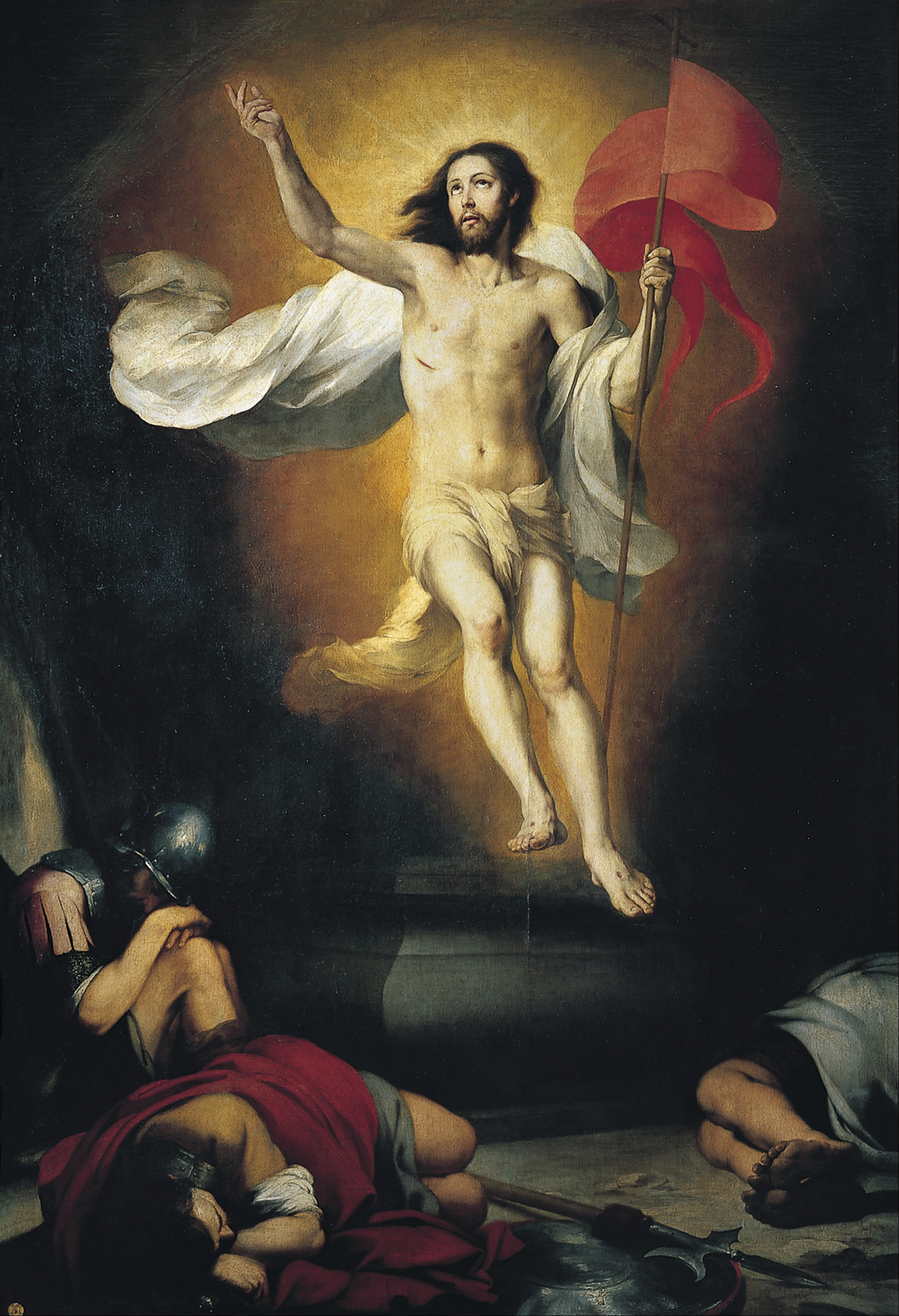
La representación ascendente de Jesús en la Resurrección del Señor de Murillo (c. 1650-1660), envuelta en una luz dorada sobre la escena más tenebrista de los soldados dormidos, se considera uno de los cuerpos más bellos de la pintura de España.

La resurrección de Jesús es la creencia cristiana en que, después de haber sido condenado a muerte y ser crucificado, Jesús de Nazaret fue resucitado de entre los muertos, como «primicias de los que durmieron», siendo exaltado como Cristo y Señor.
En el Nuevo Testamento, después de que los romanos crucificaron a Jesús, fue ungido y enterrado en una tumba nueva por José de Arimatea, pero Dios lo resucitó de entre los muertos y se apareció a muchas personas en un lapso de cuarenta días antes de ascender al cielo, para sentarse a la diestra de Dios Padre.
Para la tradición cristiana, la resurrección corporal fue la restauración de la vida de un cuerpo transformado, inmortal o incorruptible, impulsado por el espíritu, según lo descrito por Pablo y los Evangelios, que condujo al establecimiento del cristianismo. En la erudición cristiana secular y liberal, las apariciones de Jesús se explican como experiencias visionarias que dieron ímpetu a la creencia en la exaltación de Jesús y una reanudación de la actividad misionera de los seguidores de Jesús.
En la teología cristiana, la muerte y resurrección de Jesús constituyen los eventos más importantes y, como consecuencia, forman el fundamento de la fe cristiana. Su resurrección es la garantía de que todos los muertos serán resucitados en la segunda venida de Cristo.
Los cristianos celebran la resurrección de Jesús el Domingo de Pascua, dos días después del Viernes Santo, el día de su crucifixión. La fecha de la Pascua se corresponde aproximadamente con el Pésaj, la observancia judía asociada con el Éxodo, y está fijada para el primer domingo de luna llena después del equinoccio de primavera.

## Contexto histórico

### Judaísmo del Segundo Templo

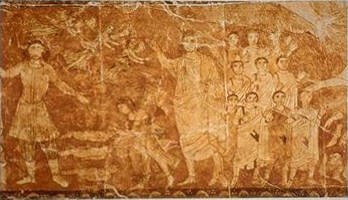
Resurrección de los muertos, fresco de la sinagoga de Dura Europos.

La idea de la resurrección aparece en los registros bíblicos en el Libro de Daniel durante el siglo II a. C. Daniel 12:1-3 constituye la primera referencia clara de una resurrección concreta (corporal). El verso plantea que «muchos de los que duermen en el polvo de la tierra» (es decir, los muertos) «serán despertados» (es decir, resucitarán). Añade que «resplandecerán como el resplandor del firmamento» y «como las estrellas a perpetua eternidad». Este concepto de resurrección del cuerpo físico se repite en el judaísmo posbíblico, en la historia de la madre y los siete hermanos del Segundo Libro de los Macabeos (2 Macabeos 7).
Para el siglo I, las tres principales sectas judías tenían comprensiones diferentes de lo que significaba la «resurrección». Josefo explicó sus ideas de la siguiente forma: los saduceos sostenían que tanto el alma como el cuerpo perecían al morir; los esenios, que el alma era inmortal pero no la carne; y los fariseos, que el alma era inmortal y que el cuerpo resucitaría para albergarlo. No obstante, se debe considerar que el propio Josefo trató de representar a las sectas judías como escuelas filosóficas griegas, esforzándose en alinear a los epicúreos con los saduceos, los pitagóricos con los esenios y los estoicos con los fariseos. En todo caso, de estas tres posiciones, Jesús y los primeros cristianos parecen haber estado más cerca de los fariseos.
Mason señala que para los fariseos, «el nuevo cuerpo es un cuerpo especial y santo», diferente del viejo cuerpo, «una opinión compartida hasta cierto punto por el antiguo fariseo Pablo» (1 Corintios 15:35). No obstante, la evidencia de los textos judíos y de las inscripciones de las tumbas apunta a una realidad más compleja. Los textos iban desde la visión tradicional del Antiguo Testamento de que el alma pasaría la eternidad en el inframundo hasta una creencia metafórica en la elevación del espíritu. La mayoría evitó definir exactamente qué podría implicar la resurrección.
Por otro lado, si bien existe un consenso de que Daniel exponía una «resurrección real de individuos de entre los muertos», Endsjø sostiene que la expresión «muchos de los que duermen en el polvo de la tierra serán despertados» probablemente tiene de fondo un renacimiento como seres angelicales (descritos metafóricamente como estrellas en el cielo de Dios). Tal renacimiento descartaría una resurrección corporal, ya que se creía que los ángeles no tenían carne. Endsjø concluye que una resurrección de la carne era una creencia marginal. Sin embargo, Elledge argumenta que el texto de Daniel parece describir una forma de resurrección que sí es corporal. Lehtipuu afirma que «la creencia en la resurrección estaba lejos de ser una doctrina establecida del judaísmo del Segundo Templo».
No obstante, para la época de Jesús, Wright señala que por la mayoría de los judíos creían o eran conscientes de la existencia de la doctrina de la resurrección, gracias a la interpretación de textos como Daniel 12:2-3, Isaías 26:19 y Ezequiel 37:1-14. Esta creencia, basada en el poder y el espíritu de YHWH, se había convertido en habitual. Incluso la Septuaginta, la traducción de la Biblia hebrea al griego, interpretaba o incluso invertía el significado de otros textos veterotestamentarios para dar a entender (implícita o explícitamente) la resurrección. Otros textos intertestamentarios (2 Macabeos, 1 Enoc, el Apocalipsis de Moisés, los Testamentos de los Doce Patriarcas, etc.) apuntaban en la misma dirección. La resurrección ocurriría al final de los tiempos, pero nadie imaginaba que individuo alguno fuera a ser resucitado antes del gran día final.

### Civilización grecorromana
Los griegos sostuvieron que un hombre meritorio podía resucitar como un dios (el proceso de apoteosis o divinización), y los sucesores de Alejandro Magno hicieron que esta idea fuera muy conocida en todo el Medio Oriente a través de monedas con su imagen, un privilegio previamente reservado para los dioses. La idea fue adoptada por los emperadores romanos y, en el concepto imperial romano de apoteosis, el cuerpo terrenal del emperador recientemente fallecido era reemplazado por uno nuevo y divino a medida que ascendía al cielo. Los muertos apoteosizados permanecían reconocibles para quienes los conocieron, como cuando Rómulo apareció ante testigos después de su muerte pero, tal y como el biógrafo Plutarco (c. 46-120 d. C.) explicó este incidente, mientras que algo dentro de los humanos proviene de los dioses y retorna a ellos después de la muerte, esto sucede «solo cuando está lo más completamente separado y liberado del cuerpo, y se convierte en completamente puro, sin carne y sin mancha».
N. T. Wright resume el concepto grecorromano así: «[e]l mundo antiguo estaba, pues, dividido en dos: quienes afirmaban que la resurrección no podía darse, aun cuando tal vez lo hubiesen deseado, y quienes decían que no deseaban que se diera, sabiendo que de todos modos no podía ocurrir. [...] El mundo pagano suponía que (la resurrección) era imposible [...] La divinización no requería resurrección; se producía constantemente sin ella. Afectaba al alma, no al cuerpo».

## Los registros bíblicos
De acuerdo con el Nuevo Testamento, Jesús fue resucitado por Dios, ascendió al cielo, a la «diestra de Dios», y volverá de nuevo para cumplir el resto de la profecía mesiánica como la resurrección de los muertos, el Juicio Final y el establecimiento del Reino de Dios.
Los escritos en el Nuevo Testamento no contienen ninguna descripción del momento de la resurrección en sí, sino más bien dos tipos de descripciones de testigos presenciales: apariciones de Jesús a varias personas y relatos de ver la tumba vacía.

### Fondo
La historia de la resurrección aparece en más de cinco lugares en la Biblia. En varios episodios en los cuatro Evangelios, Jesús anuncia su subsiguiente muerte y resurrección, que él afirma es el plan de Dios Padre. Los cristianos consideran a la resurrección de Jesús como parte del plan de la salvación y la redención mediante la expiación del pecado del hombre. La creencia en una resurrección corporal de los muertos llegó a ser bien establecida dentro de algunos sectores de la sociedad judía en los siglos previos a la época de Cristo, según lo registrado por Daniel 12:2, de mediados del siglo II a. C.: «Y muchos de los que duermen en el polvo de la tierra serán despertados, unos para vida eterna, y otros para vergüenza y confusión perpetua». Josefo, en el siglo I, da la siguiente generalización: «Los fariseos creen en la resurrección de los muertos, y los saduceos no». Los saduceos, líderes religiosos políticamente poderosos, rechazaron la otra vida, los ángeles y los demonios, así como ley oral de los fariseos. Los fariseos, cuyos puntos de vista se convirtieron en el judaísmo rabínico, finalmente ganaron (o al menos sobrevivieron) este debate. La promesa de una futura resurrección aparece en la Torá, así como en ciertas obras judías, como La vida de Adán y Eva (c. 100 a. C.) y en el libro farisaico de 2 Macabeos (c. 124 a. C.): «el Rey del mundo nos resucitará a una vida eterna» (2 Macabeos 7:9).
Sin embargo, el judaísmo del siglo I no tenía la concepción de un solo individuo resucitado de entre los muertos como núcleo de la historia. El concepto judío histórico de la resurrección fue el de la redención de todo el pueblo. Su concepto fue siempre que todos serían resucitados juntos al final de los tiempos. Así que la idea de una resurrección individual como centro de la historia era ajena a ellos.

### Pablo y los primeros cristianos
Los registros más antiguos escritos de la muerte y resurrección de Jesús son las epístolas de Pablo, que fueron escritas alrededor de dos décadas después de la muerte de Jesús, y muestran lo que los cristianos creían que había sucedido dentro de este marco de tiempo. En la epístola a los romanos, Pablo escribe que «su Hijo, nuestro Señor Jesucristo, que era del linaje de David según la carne, que fue declarado Hijo de Dios con poder, según el Espíritu de santidad, por la resurrección de entre los muertos» (Romanos 1:3-4). 
La primera epístola a los corintios contiene uno de los primeros credos cristianos que se refiere a las apariciones post mortem de Jesús y expresa la creencia de que fue resucitado de los muertos:
Porque primeramente os he enseñado lo que asimismo recibí: Que Cristo murió por nuestros pecados, conforme a las Escrituras; y que fue sepultado, y que resucitó al tercer día, conforme a las Escrituras; y que apareció a Cefas, y después a los doce. Después apareció a más de quinientos hermanos a la vez, de los cuales muchos viven aún, y otros ya duermen. Después apareció a Jacobo; después a todos los apóstoles; y al último de todos, como a un abortivo, me apareció a mí.
– 1 Corintios 15:3-8
Es ampliamente aceptado que este credo es anterior al apóstol Pablo. Los estudiosos han sostenido que en su presentación de la resurrección, Pablo se refiere a una tradición autorizada anterior, transmitida en un estilo rabínico, que recibió y transmitió a la iglesia en Corinto. El credo también hace referencia a las apariciones a miembros destacados de la actividad de Jesús y la posterior iglesia de Jerusalén, incluyendo a Santiago, el hermano de Jesús y los apóstoles, nombrando al apóstol Pedro (Cefas). Pablo, tal y como lo describe en su epístola a los gálatas, conocía personalmente a ambos.
Geza Vermes señala que el credo es «una tradición que él ha heredado de sus mayores en la fe sobre la muerte, sepultura y resurrección de Jesús». Los orígenes finales del credo probablemente se encuentran dentro de la comunidad apostólica de Jerusalén, habiéndose formalizado y transmitido a los pocos años de la resurrección. Hans Von Campenhausen y A. M. Hunter escribieron que el texto del credo supera los más altos estándares de historicidad y fiabilidad de origen. Hans Grass defiende un origen en Damasco y, de acuerdo con Paul Barnett, esta fórmula credal (y otras) eran variantes de la «tradición temprana básica que Pablo» recibió «en Damasco de Ananías en aproximadamente 34 [d. C.]» después de su conversión.
En la ekklēsia (Iglesia) de Jerusalén (de la cual Pablo recibió este credo), la frase «murió por nuestros pecados» derivó probablemente de un razonamiento apologético de la muerte de Jesús como parte del plan y el propósito de Dios, «conforme a las Escrituras», siguiendo a Isaías 53:4-11: «Ciertamente llevó él nuestras enfermedades, y sufrió nuestros dolores; y nosotros le tuvimos por azotado, por herido de Dios y abatido. Mas él herido fue por nuestras rebeliones, molido por nuestros pecados; el castigo de nuestra paz fue sobre él, y por su llaga fuimos nosotros curados [...]». La frase «resucitó al tercer día» sigue a Oseas 6:1–2: «Venid y volvamos a YHWH; [...] [n]os dará vida después de dos días; en el tercer día nos resucitará, y viviremos delante de él».

### Los Evangelios y Hechos de los Apóstoles
Los cuatro evangelios contienen pasajes en los que se describe a Jesús como el que predice la resurrección venidera, o contienen alusiones que «el que lee, entienda» (p. ej., Marcos 13:14, Juan 2:19–22 y otros lugares); y tres clímax con sus apariciones póstumas después de haber sido crucificado (excepto en el final corto original de Marcos). El momento de la resurrección en sí no se describe en ninguno de los evangelios.
Jesús es descrito como «el primogénito de entre los muertos», prototokos, el primero en resucitar de entre los muertos y, por lo tanto, adquiere el «estatus especial del primogénito como hijo y heredero preeminente». Su resurrección es también la garantía de que todos los muertos serán resucitados en la parusía de Cristo.
Después de la resurrección, se describe a Jesús proclamando «salvación eterna» a través de los discípulos (Marcos 16:15-16), y posteriormente llamó a los apóstoles a la Gran Comisión (Mateo 28:16-20, Marcos 16:14–18, Lucas 24:44-49, Hechos 1:4-8 y Juan 20:19–23), en el que los discípulos recibieron el llamado «para que el mundo conozca las buenas nuevas de un Salvador victorioso y la misma presencia de Dios en el mundo por el espíritu». Según estos textos, Jesús dice a los discípulos que «recibiréis poder, cuando haya venido sobre vosotros el Espíritu Santo» (Hechos 1:8), que «se predicase en su nombre (del Mesías) el arrepentimiento y el perdón de pecados en todas las naciones, comenzando desde Jerusalén» (Lucas 24:46-47) y que «[a] quienes remitiereis los pecados, les son remitidos; y a quienes se los retuviereis, les son retenidos»  (Juan 20:12–23).
El Evangelio de Marcos termina con el descubrimiento de la tumba vacía por María Magdalena, Salomé y «María la madre de Jacobo». Un ángel en el sitio de la tumba les anunció que Jesús había resucitado, y les ordenó «decid a sus discípulos, y a Pedro, que él va delante de vosotros a Galilea; allí le veréis, como os dijo» (Marcos 16:7). Además, señala que Jesús se apareció primero a María Magdalena, luego a dos seguidores fuera de Jerusalén, y luego a los once apóstoles restantes, comisionándolos a difundir «las buenas nuevas» (evento a menudo referido como la «Gran Comisión»), diciendo: «El que creyere y fuere bautizado, será salvo; mas el que no creyere, será condenado» (Marcos 16:16)
En Mateo, Lucas y Juan, el anuncio de la resurrección es seguido por las apariciones de Jesús primero a María Magdalena y luego a otros seguidores. Mateo describe una sola aparición en Galilea, Lucas describe varias apariciones en Jerusalén, Juan menciona apariciones tanto en Jerusalén como en Galilea. En algún momento, estas apariciones cesaron en la comunidad cristiana primitiva, como se refleja en las narraciones del Evangelio: Hechos de los Apóstoles señala que Jesús siguió «apareciéndoseles durante cuarenta días» (Hechos 1:3). Lucas describe a Jesús ascendiendo al cielo en un lugar cerca de Betania (Lucas 24:50-51).
En el Evangelio de Mateo, un ángel se le apareció a María Magdalena en la tumba vacía, diciéndole que Jesús no está allí porque ha sido resucitado de entre los muertos, e instruyéndola a decirle a los otros seguidores que vayan a Galilea para encontrarse con Jesús. Jesús se le apareció a María Magdalena y «la otra María» en la tumba; y luego, siguiendo a Marcos 16:7, Jesús se apareció a todos los discípulos en una montaña en Galilea, donde proclamó que «[t]oda potestad me es dada en el cielo y en la tierra», y comisionó a los discípulos a predicar el evangelio a todo el mundo. Mateo presenta la segunda aparición de Jesús como una deificación, comisionando a sus seguidores a «haced discípulos a todas las naciones, bautizándolos en el nombre del Padre, y del Hijo, y del Espíritu Santo; enseñándoles que guarden todas las cosas que os he mandado» (Mateo 28:16-20). En este mensaje, los tiempos finales se retrasan, «para llevar al mundo al discipulado».
En el Evangelio de Lucas, «las mujeres que habían venido con él desde Galilea» (Lucas 23:55) llegaron a su tumba, que encontraron vacía. Dos seres angelicales aparecieron para anunciar que Jesús «no está aquí, sino que ha resucitado» (Lucas 24:1-5). Jesús se apareció a dos seguidores en su camino hacia Emaús, quienes notifican a los once apóstoles restantes, quienes responden que Jesús se le apareció a Pedro (Lucas 24:13-35). Mientras describían esto, Jesús apareció de nuevo, explicando que él es el Mesías que resucitó de entre los muertos según las Escrituras y que «se predicase en su nombre el arrepentimiento y el perdón de pecados en todas las naciones, comenzando desde Jerusalén» (Lucas 24:47). En Lucas-Hechos (dos obras del mismo autor), Jesús luego ascendió al cielo, su hogar legítimo.
En el Evangelio de Juan, María Magdalena encontró la tumba vacía e informó a Pedro. Luego vio a dos ángeles, después de lo cual Jesús mismo se le apareció. Por la noche, Jesús se apareció a los otros seguidores, seguido de otra aparición una semana después (Juan 20:1-29). Más tarde se apareció en Galilea a Pedro, Tomás y otros dos seguidores, y le ordenó a Pedro que cuidara a sus seguidores (Juan 21:1-19)
En Hechos de los Apóstoles, Jesús se apareció a los apóstoles durante cuarenta días y les ordenó que se quedaran en Jerusalén (Hechos 1:3), después de lo cual Jesús ascendió al cielo, seguido de la venida del Espíritu Santo en Pentecostés, y la tarea misionera de la iglesia primitiva.

#### Comparación de las narrativas de los Evangelios y los Hechos de los Apóstoles
| Mateo                                                                | Marcos                                               | Lucas                                              | Juan | Hechos                                                          |
| -------------------------------------------------------------------- | ---------------------------------------------------- | -------------------------------------------------- | --- | --------------------------------------------------------------- |
| Tumba vacía (Mateo 28:1–7)                                           | Tumba vacía (Marcos 16:1–7)                          | Tumba vacía (Lucas 24:1–7)                         | Tumba vacía (Juan 20:1–10)                                                                                   |                                                                 |
| Jesús se aparece a María Magdalena y a la otra María (Mateo 28:9–10) | Jesús se aparece a María Magdalena (Marcos 16:9)     |                                                    | Jesús se aparece a María Magdalena (Juan 20:11–18)                                                           |                                                                 |
|                                                                      | Jesús se aparece a dos discípulos (Marcos 16:12)     | Jesús se aparece a dos discípulos (Lucas 24:13–31) | | Jesús se aparece a sus apóstoles por cuarenta días (Hechos 1:3) |
| Jesús se aparece a once discípulos (Mateo 28:16–20)                  | Jesús se aparece a once discípulos (Marcos 16:14–18) | Jesús se aparece a sus discípulos (Lucas 24:36–50) | Jesús se aparece a sus discípulos (Juan 20:19–31); Jesús se aparece de nuevo a sus discípulos (Juan 21:1–22) | Jesús se aparece a sus apóstoles por cuarenta días (Hechos 1:3) |
|                                                                      |                                                      |                                                    | | Jesús promete el Espíritu Santo (Hechos 1:4–8)                  |
|                                                                      | Jesús asciende al cielo (Marcos 16:19)               | Jesús asciende al cielo (Lucas 24:51)              | | Jesús asciende al cielo (Hechos 1:9-11)                         |

## La resurrección de Jesús
En el Nuevo Testamento, los cuatro evangelios concluyen con una narrativa extensa del arresto de Jesús, su juicio, su crucifixión, su sepultura y su resurrección. En cada uno de estos cinco eventos evangélicos en la vida de Jesús son tratados con más intensos detalles que cualquier otra parte de la narrativa de Evangelio. Los estudiosos señalan que el lector recibe prácticamente un relato de hora a hora de lo que está sucediendo. La muerte y la resurrección de Jesús pasan a considerarse como el clímax de la historia, el punto en el cual todo se ha ido dirigiendo durante todo el tiempo.
Después de su muerte por crucifixión, Jesús fue colocado en una tumba nueva que fue descubierta vacía en la madrugada del domingo. El Nuevo Testamento no incluye un relato del «momento de la resurrección». En los iconos de la Iglesia oriental no se representa ese momento, pero muestran a las miróforas y representan escenas de la salvación. Las principales apariciones de Jesús resucitado en los evangelios canónicos (y, en menor medida, en otros libros del Nuevo Testamento) son reportadas como ocurridas después de su muerte, sepultura y resurrección, pero antes de su ascensión.

### Entierro

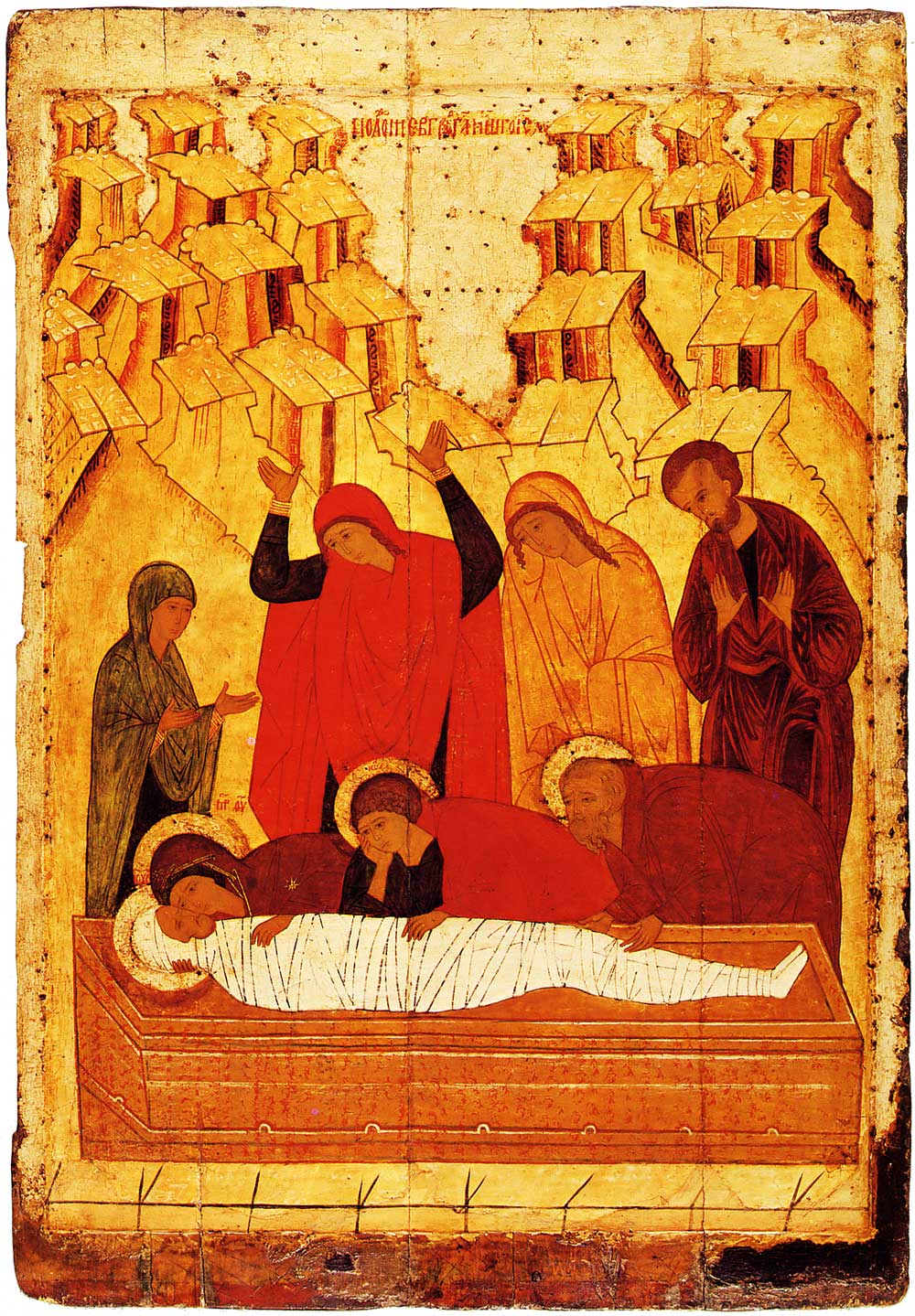
Lamentación en la tumba,.

Los evangelios sinópticos coinciden en que, a medida que la noche se acercaba después de la crucifixión, José de Arimatea pidió a Pilato el cuerpo de Jesús y, después de que Pilato concediera su petición, lo envolvió en una sábana y lo pusieron en una tumba. Esto estaba de acuerdo con la ley mosaica, que establece que no debe permitirse que una persona colgada en un madero permaneciera allí por la noche, sino que debía ser enterrada antes del ocaso.
En Mateo, José es identificado como un hombre «que también había sido discípulo de Jesús» (Mateo 27:57-61); en Marcos, como un «miembro noble del concilio (Sanedrín), que también esperaba el reino de Dios» (Marcos 15:42-47); en Lucas, como «miembro del concilio, varón bueno y justo. Este, que también esperaba el reino de Dios, y no había consentido en el acuerdo ni en los hechos de ellos» (Lucas 23:50-56); y en Juan, como «discípulo de Jesús» (Juan 19:38-42).
El Evangelio de Marcos dice que cuando José de Arimatea pidió el cuerpo de Jesús, Pilato se sorprendió que Jesús ya estuviera muerto, y llamó al centurión para confirmar esto antes de dar el cuerpo a José. En el Evangelio de Juan, se hace constar que José de Arimatea fue asistido en el proceso de enterramiento por Nicodemo, quien llevó una mezcla de mirra y áloe e incluyó estas especias en la ropa de entierro por las costumbres judías (Juan 19:38-42).

### El descubrimiento de la tumba

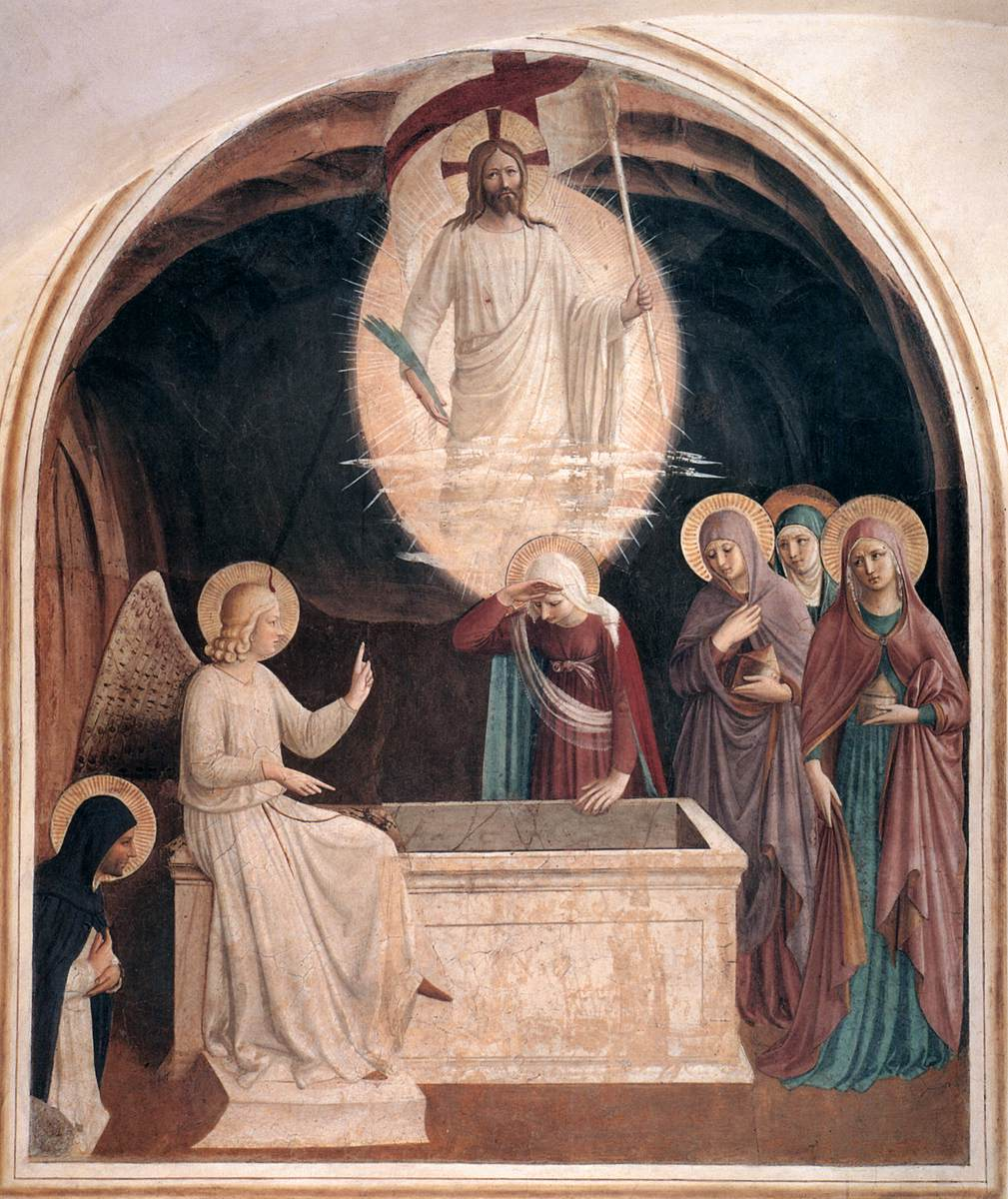
Las mujeres en la tumba vacía, por Fra Angélico, 1437–1446.

Aunque ningún Evangelio da un registro inclusivo o definitivo de la resurrección de Jesús o sus apariciones, hay cuatro puntos en los que convergen los cuatro evangelios:
1. Resaltar el removimiento de la piedra que estaba cerrando la tumba.
2. La vinculación de la tradición de la tumba vacía y la visita de las mujeres con «el primer día de la semana».
3. Que el resucitado Jesús eligió primero aparecerse a las mujeres (o a una mujer) y encargarle a ellas (ella) proclamar este hecho tan importante a los discípulos, incluyendo a Pedro y los otros apóstoles.
4. La prominencia de María Magdalena.[52][58]

Las variantes tienen que ver con el momento preciso en el que las mujeres visitaron la tumba; el número y la identidad de las mujeres; el propósito de su visita; la aparición del (los) mensajero(s), ángeles o humanos; su mensaje a las mujeres; y la respuesta de las mujeres.
Los cuatro evangelios reportan que las mujeres fueron las primeras en encontrar la tumba vacía de Jesús, aunque el número varía de uno (María Magdalena) a un número no especificado. De acuerdo con Marcos y Lucas, el anuncio de la resurrección de Jesús fue hecho por primera vez a las mujeres. De acuerdo con Marcos y Juan, Jesús realmente se apareció por primera vez (en Marcos 16:9 y Juan 20:14) solo a María Magdalena. En palabras de Stagg: «Mientras que otros encontraban a la mujer como no cualificada o autorizado para enseñar, los cuatro Evangelios muestran que el Cristo resucitado encargó a las mujeres anunciar a los hombres, entre ellos a Pedro y los demás apóstoles, la resurrección, el fundamento del cristianismo».
En los evangelios, especialmente los sinópticos, las mujeres desempeñan un papel central como testigos de la muerte de Jesús, su sepultura, y en el descubrimiento de la tumba vacía. Los tres sinópticos en repetidas ocasiones hablan de las mujeres junto con el verbo «ver», presentándolas claramente como testigos oculares.

### Las apariciones de Jesús resucitado

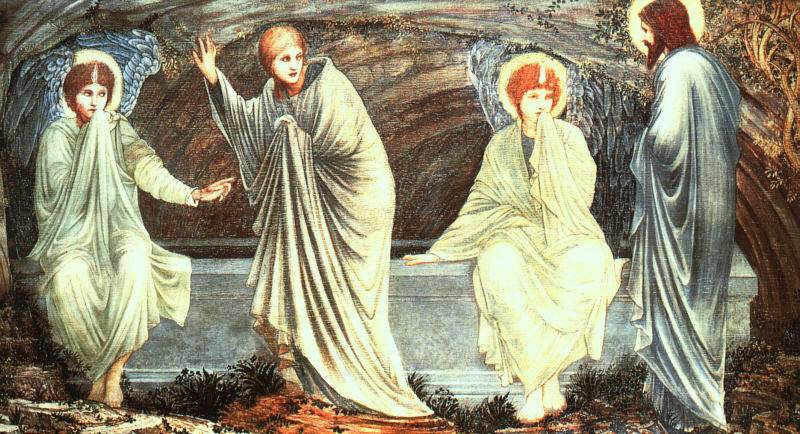
Dos «ángeles» (u «hombres con vestiduras deslumbrantes»), Cristo resucitado y una de las mujeres (el evangelio de Juan especifica que María Magdalena) son representados en La mañana de la Resurrección, de Edward Burne-Jones, 1882.

Después de descubrirse la tumba vacía, los evangelios indican que Jesús hizo una serie de apariciones a los discípulos. Él no era reconocible de inmediato, según Lucas. E. P. Sanders llegó a la conclusión de que a pesar de que podría aparecer y desaparecer, él no era un fantasma. Lucas es muy insistente en que, en palabras de Sanders, «el Señor resucitado podía ser tocado, y podía comer» (cf. Lucas 24:39-43). Él primero se apareció a María Magdalena, pero ella no lo reconoció al principio. Los dos primeros discípulos a los que se apareció, caminaron y hablaron con él durante bastante tiempo sin saber quién era (el camino de la aparición de Emaús, Lucas 24:13-32). Él se dio a conocer «al partir el pan» (Lucas 24:35). Cuando se apareció por primera vez a los discípulos en el Cenáculo, Tomás no estaba presente y no quiso creer hasta una aparición posterior, donde fue invitado a poner su dedo en los agujeros en las manos y el costado de Jesús (Juan 20:24-29). Junto al mar de Galilea animó a Pedro a servir a sus seguidores (Juan 21:1-23). Su última aparición sucede como cuarenta días después de la resurrección, cuando fue «recibido arriba» en el cielo (Lucas 24:44-53, Hechos 1:1-4), y se sentó a la diestra de Dios (Marcos 16:19, Colosenses 3:1).
En un momento posterior, en el camino a Damasco, Saulo de Tarso, entonces el mayor perseguidor de los primeros discípulos, se convirtió al cristianismo después de tener una extraordinaria visión y escuchar a Jesús, lo que lo dejó ciego durante tres días (Hechos 9:1-20). Saulo más tarde sería conocido como el apóstol Pablo (Hechos 13:6), uno de los misioneros y teólogos más importantes del cristianismo.

## Historicidad y origen de la narrativa

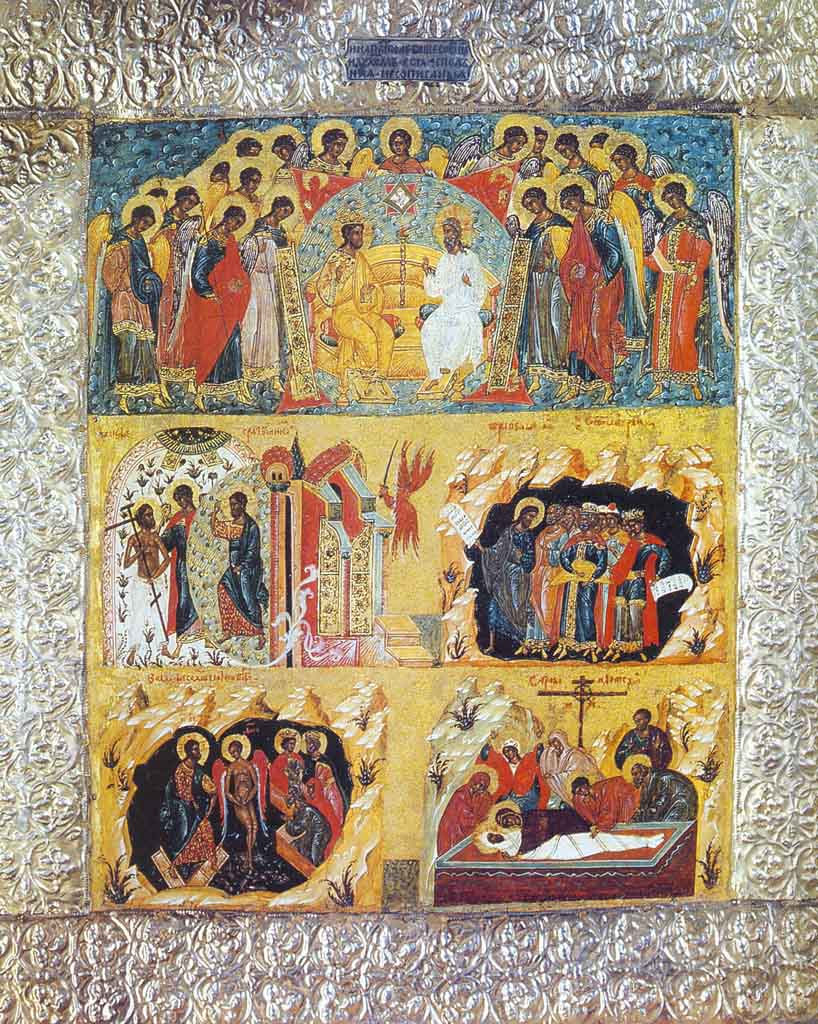
Icono de 5 partes de la resurrección, Monasterio de Solovetsky,.

La historicidad y el origen de la resurrección de Jesús ha sido objeto de investigación y debate históricos, así como un tema de discusión entre los teólogos. Los relatos de los Evangelios, incluyendo la tumba vacía y las apariciones de Jesús resucitado a sus seguidores, han sido interpretados y analizados de diversas maneras: como relatos históricos de un evento literal, como relatos precisos de experiencias visionarias, como parábolas escatológicas no literales y como fabricaciones de escritores cristianos primitivos, entre varias otras interpretaciones. Algunas hipótesis son, por ejemplo, que Jesús no murió en la cruz, que la tumba vacía fue el resultado de que el cuerpo de Jesús fue robado o (como era común con las crucifixiones romanas) que Jesús nunca fue sepultado. Los historiadores posteriores a la Ilustración trabajan con el naturalismo metodológico, lo que les impide establecer milagros como hechos históricos objetivos.
Según R. A. Burridge, el consenso mayoritario entre los eruditos bíblicos es que el género de los Evangelios es una especie de biografía antigua y no un mito. E. P. Sanders argumenta que un complot para fomentar la creencia en la resurrección probablemente habría resultado en una historia más consistente.

### Como acontecimiento histórico
E. P. Sanders sostiene que un complot concertado para fomentar la creencia en la resurrección probablemente habría dado lugar a una historia más coherente, y que algunos de los que participaron en los acontecimientos dieron sus vidas por sus creencias. Sanders ofrece su propia hipótesis, afirmando que: «parece haber sido una competición: ‹Yo lo vi›, ‹yo también›, ‹las mujeres lo vieron primero›, ‹no, yo lo hice; ellos no lo vieron en absoluto›, y así sucesivamente». En la defensa de la historicidad de la resurrección, Sanders va aún más allá: «Que los seguidores de Jesús (y más tarde Pablo) tuvieron experiencias de resurrección es, a mi juicio, un hecho. Lo que en realidad dio origen a las experiencias es algo que desconozco».
James Dunn escribe que, mientras que la experiencia de la resurrección del apóstol Pablo era «de carácter visionario» y «ni material ni físico», los relatos en los Evangelios son muy diferentes. Sostiene que «el ‹realismo masivo› de las apariciones [de los Evangelios] sólo puede ser descrito como visionario con grandes dificultades; y ciertamente rechazar la descripción de Lucas no es apropiado» y que la primera concepción de la resurrección en la comunidad cristiana de Jerusalén era física.
N. T. Wright argumenta que el relato de la tumba vacía y las experiencias visionarias apuntan hacia la realidad histórica de la resurrección. Él sugiere que las múltiples líneas de evidencia del Nuevo Testamento y las creencias de los primeros cristianos reflejadas demuestran que sería muy poco probable que la creencia en la tumba vacía simplemente apareciera sin una base clara en la memoria de los primeros cristianos. A la par de las experiencias visionarias ciertamente históricas de los primeros discípulos y apóstoles, la resurrección de Jesús como una realidad histórica se convierte en mucho más plausible. Wright trata la resurrección como un evento histórico y accesible, en lugar de como un evento «sobrenatural» o «metafísico».
José María Cabodevilla subraya como argumento de la historicidad de la resurrección de Jesús las objeciones y la resistencia que los propios discípulos y seguidores de Jesús opusieron inicialmente:

Dichosas dudas, providencial obstinación de algunos en negarse a conceder fácilmente su fe a aquello que sus ojos se resistían a dar por cierto. No sin razón se ha dicho que la prolongada incredulidad de Tomás ha reportado a la Iglesia mayores ventajas que la pronta adhesión de la Magdalena. No inventaron ellos la resurrección; más bien hicieron cuanto estaba de su parte por negarla. A las palabras de las mujeres no prestaron ningún crédito, pues «les parecieron delirio» (Lucas 24,11). Idéntica repulsa encontraron en el grueso de los discípulos aquellas noticias traídas por los primeros apóstoles que hallaron vacío el sepulcro. «Y al fin se manifestó a los Once, estando recostados a la mesa, y les reprendió su incredulidad y dureza de corazón, por cuanto no habían creído a los que le habían visto resucitado de entre los muertos» (Marcos 16,14).

Nada más justo para describir el estado mental de aquellos hombres, tan positivos, tan apegados a la evidencia, tan escasamente dotados para crear y aceptar fantasías, que la propia confesión de dos de ellos: «Nosotros esperábamos que sería él quien rescataría a Israel; mas, con todo, van ya tres días desde que esto ha sucedido. Nos asustaron ciertas mujeres de las nuestras que, yendo de madrugada al monumento, no encontraron su cuerpo, y vinieron diciendo que habían tenido una visión de ángeles que les dijeron que vivía. Algunos de los nuestros fueron al monumento y hallaron las cosas como las mujeres decían, pero a El no le vieron» Lucas 24,21-24).

### Como metáfora
Sheehan afirma que incluso el relato de Pablo de la resurrección no está destinado a ser tomado como una referencia a un levantamiento de la tumba literal o físico, y que las historias de una resurrección corporal no aparecieron hasta mucho después, tanto como la mitad de un siglo después de la crucifixión. En cambio, cree que el entendimiento de Pablo (y tal vez Pedro) de la resurrección era metafísico, así como las historias de la figurativa resurrección de Cristo, reflejando su triunfante «entrada a la presencia escatológica de Dios», y que la referencia de Pablo a Cristo resucitando «al tercer día» (1 Corintios 15:4) «no es una designación cronológica, sino un símbolo apocalíptico para el escatológico acto salvífico de Dios, que estrictamente hablando no tiene fecha en la historia. Así, el ‹tercer día› no se refiere al domingo 9 de abril de 30 d. C., o para cualquier otro momento en el tiempo. Y en cuanto al ‹lugar› donde se produjo la resurrección, la fórmula en 1 Corintios no afirma que Jesús resucitó de la tumba, como si el levantamiento fuera una resurrección física y, por lo tanto, temporal. Sin estar comprometido con ningún física sobrenatural de la resurrección, la frase ‹que resucitó al tercer día› simplemente expresa la creencia de que Jesús fue rescatado de la suerte de ausencia absoluta de Dios (la muerte) y fue admitido a la presencia salvadora de Dios (el futuro escatológico)».

### Otras cuestiones e interpretaciones

#### Historicidad de la tumba vacía
Kirby afirma que «muchos estudiosos dudan de la historicidad de la [tumba vacía». Price añade que «[a] los apologistas [cristianos] les encanta hacer la afirmación que [...] la resurrección de Jesús es el mejor evento atestiguado en la historia», pero «los argumentos probabilísticos» muestran que «la resurrección es cualquier cosa menos un caso evidente». Cavin afirma que: «nuestras únicas fuentes de las posibles pruebas, las tradiciones de Pascua neotestamentarias, están muy lejos de proporcionar el tipo de información necesaria para establecer la hipótesis de la resurrección».
Carrier señala que: «La evidencia sobreviviente jurídica e histórica sugiere que Jesús no fue enterrado formalmente la noche del viernes, ‹pero que› tenía que haber sido colocado el sábado por la noche en un cementerio público especial reservado para los condenados. En esta teoría, las mujeres que visitaron la tumba domingo por la mañana confundieron su lugar». Habermas, sin embargo, advierte que esa afirmación carece de bases sólidas que expliquen la posibilidad de un entierro el día sábado posterior a la fiesta del Pésaj (algo improbable en el contexto judío de la época) y la posterior confusión de ubicación, ya que el sitio era de total conocimiento para las autoridades (fuese una fosa común o una tumba excavada en roca). En ese contexto, por lo tanto, el paradero del cuerpo sería detectable y podría exhibirse (en última instancia) ante la proclamación de los discípulos de que Jesús había resucitado. Crossan considera que es viable la evidencia existente de un entierro individual para Jesús, por lo cual las mujeres piadosas no podrían haberse equivocado de tumba deliberadamente.
Por otro lado, está el hecho de la plausibilidad del relato sobre el entierro en el sepulcro del sanedrita José de Arimatea. Ehrman reconoce que: «Algunos estudiosos han argumentado que es más plausible que, de hecho, Jesús fue colocado en un terreno de entierro común (que en ocasiones ha pasado), o fue, como muchas otras personas crucificadas, simplemente dejada para ser comido por los animales carroñeros». Él va más allá al decir: «[L]os relatos son bastante unánimes en decir (los primeros relatos son unánimes en decir) que Jesús fue, de hecho, enterrado por su seguidor, José de Arimatea, por lo que es relativamente fiable que esto es lo que haya sucedido». Sin embargo, posteriormente cambió de opinión, afirmando que parte del castigo de crucifixión era que el cuerpo terminara «descomponiendo[se] y sirviendo como alimento para los animales carroñeros», es decir, sin un entierro decente. Pese a ello, Habermas estima que el 75 % de los estudiosos del Nuevo Testamento concuerdan en la existencia de una tumba vacía, mientras que el 25 % restante la rechaza.
Según el erudito John Granger Cook, existen una serie de textos históricos fuera de los evangelios que muestran que los cuerpos de algunos muertos crucificados por los romanos fueron enterrados por familiares o amigos. Cook escribe que "esos textos muestran que la narración del entierro de Jesús por parte de José de Arimatea sería perfectamente comprensible para un lector grecorromano de los evangelios e históricamente creíble".

#### Paralelos con otros relatos de muerte y resurrección
Price señala la existencia otras figuras históricas y dioses con relatos similares sobre la muerte y resurrección. Añade que si la resurrección pudiera demostrarse a través de la ciencia o la evidencia histórica, el evento perdería sus cualidades milagrosas. 

#### Comprensión de la «resurrección» en el cristianismo primitivo
Wright señala que «No puede haber ninguna duda: Pablo es un firme creyente de la resurrección corporal. Se pone de pie con sus compatriotas judíos en contra de las filas congregadas de los paganos; con sus compañeros fariseos en contra de los judíos». Según Gary Habermas, «muchos otros estudiosos han hablado en apoyo de una noción corporal de la resurrección de Jesús». Habermas también señala tres hechos en apoyo de la creencia de Pablo de un resurrección corporal y física: (1) Pablo era un fariseo y por lo tanto (a diferencia de los saduceos) creía en una resurrección física, (2) en Filipenses 3:11, Pablo dice: «si en alguna manera llegase a la exanastasin (resurrección) de entre los muertos», que según Habermas significa que «lo que va hacia abajo es lo que viene». Y (3) en Filipenses 3:20-21, «esperamos al Salvador, al Señor Jesucristo; el cual transformará el sōma (cuerpo) de la humillación nuestra, para que sea semejante al sōmati (cuerpo) de la gloria suya». Según Habermas, si Pablo quería decir que íbamos a cambiar en un cuerpo espiritual, entonces habría utilizado el griego pneuma en lugar de sōma.
Vermes llega a la conclusión de que hay ocho posibles teorías para explicar la resurrección de Jesús, exponiéndolas de la siguiente manera:
He omitido los dos extremos que no son susceptibles de juicio racional, la fe ciega del creyente fundamentalista y el rechazo del escéptico empedernido fuera de alcance. Los fundamentalistas aceptan la historia, no como está escrita en los textos del Nuevo Testamento, sino reformada, transmitida e interpretada por la tradición de la Iglesia. Ellos alisan las asperezas y se abstienen de hacer preguntas tediosas. Los no creyentes, a su vez, tratan a toda la historia de la Resurrección como el producto de la imaginación de los primeros cristianos. La mayoría de los investigadores con un conocimiento superficial de historia de las religiones se encontrarán entre estos dos polos.
A partir de su análisis, Vermes presenta las seis restantes posibilidades para explicar el relato de la resurrección de Jesús: (1) «El cuerpo fue retirado por alguien ajeno a Jesús», (2) «el cuerpo de Jesús fue robado por sus discípulos», (3) «la tumba vacía no era la tumba de Jesús», (4) «Enterrado vivo, Jesús más tarde salió de la tumba», (5) «Jesús se recuperó de un coma y se fue de Judea», y (6) «la posibilidad de que hubiera una ‹resurrección espiritual, no corporal›». Vermes establece que ninguna de estas seis posibilidades es susceptible a ser histórica.

#### Intentos de explicación desde la psicología
El historiador Fernando Bermejo Rubio, escéptico acerca de la historicidad de estas narraciones, ha integrado en su estudio de la resurrección y posterior divinización de Jesús de Nazaret las más recientes investigaciones en el ámbito de las ciencias de la conducta. Para explicar la exaltación de Jesús por sus seguidores tras su muerte, Bermejo recurre a la teoría de la disonancia cognitiva acuñada por el psicólogo social Leon Festinger en los años 50 y aplicada al estudio del cristianismo en las últimas décadas del siglo XX. Según esta hipótesis, la inesperada muerte de Jesús en la cruz habría chocado con las pretensiones de sus discípulos de ver establecido el reino prometido en Israel; para poder superar esta contradicción y la humillación sufrida al frustrarse sus esperanzas, los miembros restantes del grupo habrían tratado de racionalizar tal situación, negando para ello la información desfavorable y reinterpretando el resto como si sus objetivos hubiesen sido ya cumplidos. De ahí que divulgaran la resurrección de su líder y lo divinizasen, reduciendo de este modo la disonancia para cohesionar al grupo y sumar más seguidores tras un intenso proselitismo, salvaguardando así su autoestima.
También se ha recurrido a explicar tales fenómenos desde la psicología de la memoria y la neurobiología, subrayando la poca fiabilidad de tales recuerdos con el paso del tiempo, pues estos son siempre reelaborados activamente por los testigos de los hechos según sus vivencias, expectativas y emociones. También se enfatiza, siguiendo al sociólogo Maurice Halbwachs, que la memoria tiene una dimensión social y los recuerdos están condicionados por las afirmaciones e influencia de los demás, especialmente en grupos cerrados y proselitistas. Las apariciones de Jesús tras su muerte se explicarían, a su vez, por una predisposición a experimentarlas en función del estado de ánimo (ansiedad, entusiasmo) del sujeto y las creencias compartidas por los miembros del mismo entorno sociocultural. En este caso, Bermejo Rubio utiliza el paradigma de la presencia sentida como el más probable para explicar estos fenómenos, alejándose de explicaciones alternativas sobre un posible origen psicopatológico o fraudulento de las mismas, según él menos aclaratorias.

## Importancia e interpretación en el cristianismo

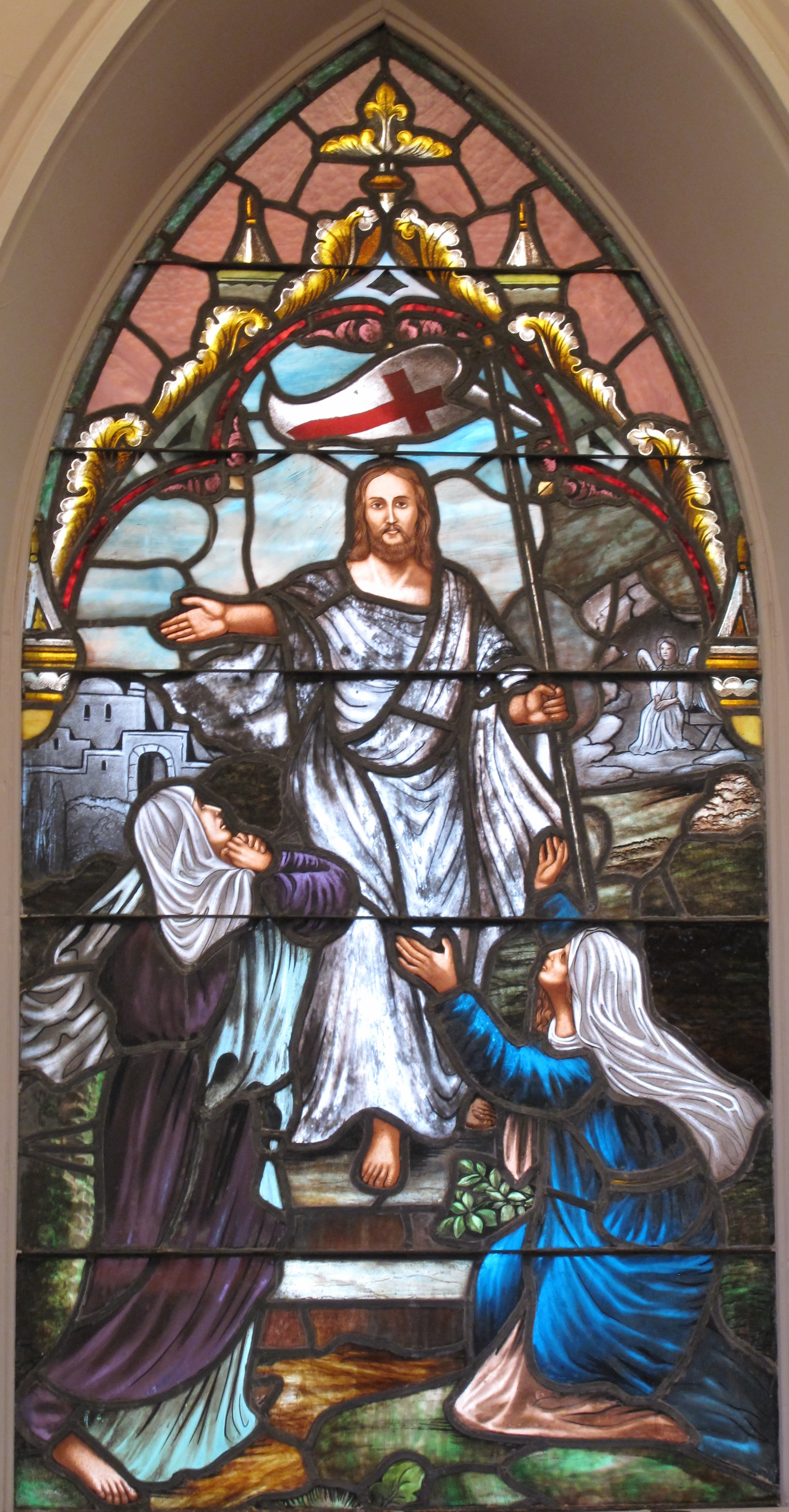
Vidriera de la resurrección con las dos Marías en una iglesia luterana.

### Fundamento de la fe cristiana
En la teología cristiana, la resurrección de Jesús es el fundamento de la fe cristiana (1 Corintios 15:12-20, 1 Pedro 1:3). Los cristianos, por la fe en el poder de Dios (Colosenses 2:12), son resucitados espiritualmente con Jesús, y son redimidos para que puedan andar en una nueva forma de vida (Romanos 6:4). El apóstol Pablo señaló: «Y si Cristo no resucitó, vana es entonces nuestra predicación, vana es también vuestra fe>» (1 Corintios 15:14). La muerte y la resurrección de Jesús son los acontecimientos más importantes en la teología cristiana. Ellos forman el punto en las Escrituras donde Jesús da su última demostración de que él tiene poder sobre la vida y la muerte, por lo que tiene la capacidad de dar a la gente la vida eterna. Terry Miethe, un filósofo cristiano de la universidad de Oxford, indicó: «‹¿Resucitó Jesús de entre los muertos?› es la cuestión más importante en cuanto a las afirmaciones de la fe cristiana». De acuerdo con la Biblia, «Dios lo resucitó de entre los muertos», ascendió al cielo, a la «diestra de Dios», y volverá de nuevo (Hechos 1:9-11) para cumplir el resto de las profecías mesiánicas, tales como la resurrección de los muertos, el juicio final y el establecimiento del Reino de Dios (mesianismo y Era Mesiánica).
Algunos eruditos modernos usan la creencia de los seguidores de Jesús en la resurrección como un punto de partida para establecer la continuidad del Jesús histórico y la proclamación de la iglesia primitiva. Carl Jung sugirió que el relato de la crucifixión a la resurrección era el contundente símbolo espiritual de, literalmente, Dios-como-Yahweh convirtiéndose en Dios-como-Job.
Pablo escribió que: «Porque si no hay resurrección de muertos, tampoco Cristo resucitó. Y si Cristo no resucitó, vana es entonces nuestra predicación, vana es también vuestra fe. [...] y si Cristo no resucitó, vuestra fe es vana; aún estáis en vuestros pecados» (1 Corintios 15:13-14, 17). Muchos estudiosos señalan que, en la discusión sobre la resurrección, el apóstol Pablo se refiere a la transmisión de estilo rabínico de una tradición temprana autoritativa que recibió y pasó a la iglesia de Corinto. Por esta y otras razones, se cree que este credo es de origen prepaulino. Geza Vermes escribe que el credo es «una tradición que él [Pablo] ha heredado de sus mayores en la fe en relación con la muerte, sepultura y resurrección de Jesús». La antigüedad del credo ha sido localizada por muchos estudiosos de la Biblia a menos de una década después de la muerte de Jesús, proveniente de la comunidad apostólica de Jerusalén. Paul Barnett escribe que esta fórmula, entre otras, era una variante de «una tradición temprana básica que Pablo ‹recibió› en Damasco de Ananías, aproximadamente en el 34 [d.C.]» después de su conversión.
Pablo luego pasa a decir:
Mas ahora Cristo ha resucitado de los muertos; primicias de los que durmieron es hecho. Porque por cuanto la muerte entró por un hombre, también por un hombre la resurrección de los muertos. Porque así como en Adán todos mueren, también en Cristo todos serán vivificados.
—1 Corintios 15:20-22
Los puntos de vista de Pablo iban en contra del pensamiento de los filósofos griegos, para quienes una resurrección corporal significaba una nueva prisión en un cuerpo físico, que era lo que ellos querían evitar; dado que para ellos lo corpóreo y lo material inmovilizaban al espíritu. Al mismo tiempo, Pablo creía que el cuerpo recién resucitado sería un cuerpo celestial; inmortal, glorificado, potente y espiritual, en contraste con el cuerpo terrenal, que es mortal, deshonrado, débil y natural. De acuerdo con el teólogo Peter Carnley, la resurrección de Jesús fue diferente de la resurrección de Lázaro: «En el caso de Lázaro, la piedra fue removida para que pudiera salir [...] el Cristo resucitado no necesita que la piedra sea removida, porque él se transforma y puede aparecer en cualquier lugar, en cualquier momento».
Según el estudioso Thorwald Lorenzen, la primera Pascua llevó a un cambio en el énfasis de la fe «en Dios» a la «fe en Cristo». Hoy en día, Lorenzen encuentra «un extraño silencio acerca de la resurrección en muchos púlpitos». Él escribe que entre algunos cristianos, ministros y profesores, la resurrección parece haberse convertido en «motivo de vergüenza o asunto de la apologética». Se argumenta que muchos cristianos descuidan la resurrección debido a su comprensible preocupación por la Cruz. Sin embargo, la creencia en la resurrección física de Jesús sigue siendo la doctrina más aceptada por los cristianos de todos los trasfondos denominacionales.

### Origen del cristianismo: la primera ekklēsia
La creencia en la resurrección de los primeros seguidores de Jesús formó la proclamación de la primera ekklēsia. Las apariciones reforzaron el impacto que Jesús y su ministerio tuvieron en sus primeros seguidores, e su interpretación dentro de un marco bíblico dio ímpetu a la devoción de Cristo y la creencia en la exaltación de Jesús. La muerte de Jesús fue interpretada a la luz de las Escrituras como una muerte redentora, siendo parte del plan de Dios. Las apariciones también llevaron a la reanudación de la actividad misionera de los seguidores de Jesús. Pedro asumió inicialmente un papel de liderazgo en la primera ekklēsia (que formó después la base para la sucesión apostólica).

#### La devoción a Cristo
Los escritos del Nuevo Testamento sostienen que la resurrección fue «el comienzo de su vida exaltada» como Cristo (Mesías) y Señor. Jesús es el «primogénito de los muertos», prōtotokos, el primero en resucitar de entre los muertos y, por lo tanto, adquiere el "estatus especial del primogénito como hijo y heredero preeminente". Según Beale, «‹primogénito› se refiere a la posición alta y privilegiada que Cristo tiene como resultado de la resurrección de los muertos [...] Cristo ha ganado una posición tan soberana sobre el cosmos, no en el sentido de que es reconocido como el primer ser creado de toda la creación o como el origen de la creación, sino en el sentido de que él es el inaugurador de la nueva creación por medio de su resurrección».
Hurtado señala que poco después de su muerte, Jesús fue llamado Señor (Kyrios), lo que «lo asocia de manera asombrosa con Dios». El término Señor reflejaba la creencia de que Dios había exaltado a Jesús a un estado divino «a la ‹diestra› de Dios». La adoración a Dios (como se expresa en la frase «invocar el nombre del Señor [YHWH]») también se aplicó a Jesús, invocando su nombre «en la adoración corporativa y en el patrón devocional más amplio de los creyentes cristianos (por ejemplo, el bautismo, exorcismo, curación)».
Según Hurtado, las poderosas experiencias religiosas fueron un factor indispensable en el surgimiento de la devoción a Cristo. Esas experiencias «parecen haber incluido visiones de (y/o ascensiones) al cielo de Dios, en el que el Cristo glorificado fue visto en una posición exaltada» y fueron interpretadas en el marco de los propósitos redentores de Dios, como se refleja en las Escrituras, en una «interacción dinámica entre devotos, la búsqueda en oración y la reflexión sobre textos bíblicos y continuas experiencias religiosas poderosas». Esto inició un «nuevo patrón devocional sin precedentes en el monoteísmo judío», es decir, la adoración de Jesús junto a Dios, dándole a Jesús un lugar central porque su ministerio y sus consecuencias tuvieron un fuerte impacto en sus primeros seguidores. Las revelaciones (incluidas esas visiones), pero también las expresiones inspiradas y espontáneas y la «exégesis carismática» de las escrituras judías, los convencieron de que esta devoción fue ordenada por Dios.
Ehrman señala que tanto Jesús como sus primeros seguidores eran judíos apocalípticos, que creían en la resurrección corporal, que comenzaría cuando se acercara la venida del Reino de Dios. Según Ehrman, «la creencia de los discípulos en la resurrección se basó en experiencias visionarias», argumentando que las visiones generalmente tienen un fuerte poder de persuasión, pero también señalando que los relatos evangélicos registran una tradición de dudas sobre las apariciones de Jesús. La «sugerencia tentativa» de Ehrman es que solo unos pocos seguidores tuvieron visiones, incluidos Pedro, Pablo y María Magdalena. Le contaron a otros acerca de esas visiones, convenciendo a la mayoría de sus asociados cercanos de que Jesús resucitó de entre los muertos, pero no a todos. Finalmente, estas historias fueron contadas y adornadas, lo que llevó a la historia de que todos los discípulos habían visto al Jesús resucitado. La creencia en la resurrección de Jesús cambió radicalmente sus percepciones, concluyendo por su ausencia que debe haber sido exaltado al cielo, por Dios mismo, exaltándolo a un estado y autoridad sin precedentes.

#### La cristología primitiva
Durante varias décadas, se ha argumentado los escritos del Nuevo Testamento contienen dos cristologías diferentes, a saber, una cristología «baja» o «adopcionista», y una cristología «alta» o «de la encarnación». La «cristología baja» o «cristología adopcionista» es la creencia «de que Dios exaltó a Jesús para ser su Hijo al resucitarlo de la muerte», lo que lo elevó al «estado divino». La otra cristología temprana es la «cristología alta», que es «la opinión de que Jesús era un ser divino preexistente que se hizo humano, hizo la voluntad del Padre en la tierra, y luego fue llevado de regreso al cielo de donde él originalmente había venido». La cronología del desarrollo de estas primeras cristologías es un tema de debate dentro de la erudición contemporánea.
De acuerdo con el «modelo evolutivo» o «teorías evolutivas» (propuesto por Bousset y seguido por Brown), la comprensión cristológica de Cristo se desarrolló con el tiempo, desde una cristología baja a una cristología alta, como se atestigua en los Evangelios. Según el modelo evolutivo, los primeros cristianos creían que Jesús era un ser humano exaltado, adoptado como Hijo de Dios cuando fue resucitado, señalando la cercanía del Reino de Dios, que todos los muertos resucitarían y que los justos serían exaltados. Las creencias posteriores desplazaron la exaltación a su bautismo, nacimiento y, posteriormente, a la idea de su existencia eterna, como lo atestigua el Evangelio de Juan. Marcos cambió el momento de cuando Jesús se convirtió en el Hijo al bautismo de Jesús, y más tarde Mateo y Lucas lo cambiaron al momento de la concepción divina, y finalmente Juan declaró que Jesús había existido con Dios desde el principio: «En el principio era el Verbo».
Desde la década de 1970, las fechas tardías para el desarrollo de una «cristología alta» han sido impugnadas, y la mayoría de los estudiosos argumentan que esta «cristología alta» ya existía antes de los escritos de Pablo. Esta «cristología de la encarnación» o «cristología alta» no evolucionó durante mucho tiempo, sino que fue un «gran estallido» de ideas que ya estaban presentes al comienzo del cristianismo, y tomó forma en las primeras décadas de la iglesia, como se atestigua en los escritos de Pablo.
Según Ehrman, estas dos cristologías existieron una al lado de la otra, describiendo a la «cristología baja» como una «cristología adopcionista» y la «cristología alta» como una «cristología de la encarnación». Si bien el adopcionismo fue declarado herejía a fines del siglo II, fue respetado por los ebionitas, quienes consideraban a Jesús como el Mesías mientras rechazaban su divinidad y su nacimiento virginal, e insistían en la necesidad de seguir la Ley y los ritos judíos. Veneraron a Santiago, el hermano de Jesús (el Justo); y rechazaron al apóstol Pablo como un apóstata de la Ley. Mostraron fuertes similitudes con la primera forma de cristianismo judío, y su teología específica puede haber sido una «reacción a la misión gentil libre de la Ley».

#### La muerte redentora de Jesús
La muerte de Jesús fue interpretada como una muerte redentora «por nuestros pecados», de acuerdo con el plan de Dios que figura en las escrituras judías. El significado radica en «el tema de la necesidad divina y el cumplimiento de las Escrituras», no en el énfasis paulino posterior en «la muerte de Jesús como sacrificio o expiación por nuestros pecados». Para los primeros cristianos judíos, «la idea de que la muerte del Mesías era un evento redentor necesario funcionó más como una explicación apologética de la crucifixión de Jesús», «demostrando que la muerte de Jesús no fue una sorpresa para Dios».

#### El llamado a la actividad misionera
Según Dunn, las apariciones a los discípulos tienen «un sentido de obligación de dar a conocer la visión». Helmut Koester señala que las historias de la resurrección fueron originalmente epifanías en las que los discípulos fueron llamados a un ministerio por un Jesús resucitado, y en una etapa secundaria fueron interpretadas como prueba física del evento. Sostiene que los relatos más detallados de la resurrección también son secundarios y no provienen de fuentes históricamente confiables, sino que pertenecen al género de los tipos narrativos. El erudito bíblico Géza Vermes sostiene que la resurrección debe entenderse como un resurgimiento de la confianza en sí mismos de los seguidores de Jesús, bajo la influencia del Espíritu, «incitándolos a reanudar su misión apostólica». Sintieron la presencia de Jesús en sus propias acciones, «resucitando, hoy y mañana, en los corazones de los hombres que lo aman y sienten que está cerca». Según Gerd Lüdemann, Pedro convenció a los otros discípulos de que la resurrección de Jesús señalaba que el fin de los tiempos estaba cerca y que el Reino de Dios se acercaba, cuando los muertos serían resucitados, como lo demostró Jesús. Esto revitalizó a los discípulos, comenzando su nueva misión.

#### El liderazgo de Pedro
Pedro afirmó enérgicamente que Jesús se le apareció, y legitimado por la apariencia de Jesús asumió el liderazgo del grupo de seguidores tempranos, formando la ekklēsia de Jerusalén mencionada por Pablo. Pronto fue eclipsado en este liderazgo por Santiago el Justo, «el hermano del Señor», lo que puede explicar por qué los primeros textos contienen información escasa sobre Pedro. Según Gerd Lüdemann, Pedro fue el primero que tuvo una visión de Jesús, señalando que Pedro y María Magdalena tuvieron experiencias de apariciones, pero argumentando que la tradición de la aparición a María fue un desarrollo posterior y probablemente no fue la primera.
Dentro del cristianismo proto-ortodoxo, Pedro fue el primero a quien Jesús se apareció y, por lo tanto, el legítimo líder de la Iglesia. La resurrección formó la base de la sucesión apostólica y el poder institucional de la ortodoxia como herederos de Pedro, describiéndole como «la roca» sobre la cual se construirá la iglesia. Aunque los Evangelios y las epístolas de Pablo describen las apariciones a un mayor número de personas, solo las apariciones a los Doce Apóstoles cuentan como autoridad principal y sucesión apostólica.

### Pablo: la participación en Cristo
La aparición de Jesús a Pablo lo convenció de que Jesús era el Señor y Cristo resucitado, quien lo comisionó para ser apóstol de los gentiles. Según Newbigin, «Pablo se presenta a sí mismo no como el maestro de una nueva teología, sino como el mensajero encargado por la autoridad del Señor mismo de anunciar un nuevo hecho, a saber: que en el ministerio, la muerte y la resurrección de Jesús, Dios ha actuado decisivamente para revelar y efectuar su propósito de redención para todo el mundo». Las enseñanzas del apóstol Pablo forman un elemento clave de la tradición y teología cristiana: el origen de la teología de la resurrección. Para la teología paulina es fundamental la conexión entre la resurrección de Cristo y la redención. Pablo explicó la importancia de la resurrección de Jesús como la causa y el fundamento de la esperanza de los cristianos de compartir una experiencia semejante. En 1 Corintios 15:13–14, 17, 20–22 Pablo escribe:
Porque si no hay resurrección de muertos, tampoco Cristo resucitó. Y si Cristo no resucitó, vana es entonces nuestra predicación, vana es también vuestra fe. [...] y si Cristo no resucitó, vuestra fe es vana; aún estáis en vuestros pecados. [...] Mas ahora Cristo ha resucitado de los muertos; primicias de los que durmieron es hecho. Porque por cuanto la muerte entró por un hombre, también por un hombre la resurrección de los muertos. Porque así como en Adán todos mueren, también en Cristo todos serán vivificados.
El kerygma de 1 Corintios 15:3 establece que «Cristo murió por nuestros pecados». El significado de ese kerygma es un tema de debate y abierto a múltiples interpretaciones. Tradicionalmente, este kerygma se interpreta como el significado de que la muerte de Jesús fue una expiación o rescate, por propiciación o expiación, de la ira de Dios contra la humanidad a causa de sus pecados. Con la muerte de Jesús, la humanidad fue liberada de esta ira. En la comprensión protestante clásica, donde ha dominado la comprensión de los escritos de Pablo, los humanos participan en esta salvación por la fe en Jesucristo; esta fe es una gracia dada por Dios, y las personas son justificadas por Dios a través de Jesucristo y la fe en Él.
Estudios más recientes han planteado varias preocupaciones con respecto a estas interpretaciones. De acuerdo con E. P. Sanders, quien inició la denominada Nueva Perspectiva sobre Pablo, este vio a los fieles redimidos por su participación en la muerte y resurrección de Jesús. Aunque «la muerte de Jesús sustituyó a la de los demás y por lo tanto liberó a los creyentes del pecado y la culpa», una metáfora derivada de la «antigua teología del sacrificio», la esencia de los escritos de Pablo no está en los «términos legales» con respecto a la expiación del pecado, sino en el acto de «participación en Cristo a través de morir y resucitar con él». Según Sanders, «los que son bautizados en Cristo son bautizados en su muerte, y así escapan del poder del pecado [...] murió para que los creyentes puedan morir con él y, en consecuencia, vivir con él». Así como los cristianos comparten la muerte de Jesús en el bautismo, así compartirán su resurrección. James F. McGrath señala que Pablo «prefiere usar el lenguaje de la participación. Uno murió por todos, de modo que todos murieron (2 Corintios 5:14). Esto no solo es diferente de la sustitución, sino todo lo contrario».
Pablo insiste en que la salvación es recibida por la gracia de Dios; según Sanders, esta insistencia está en línea con el judaísmo de c. 200 a. C. a 200 d. C., que vio el pacto de Dios con Israel como un acto de gracia de Dios. La observancia de la Ley es necesaria para mantener el pacto, pero el pacto no se gana al observar la Ley, sino por la gracia de Dios.

### Los Padres de la Iglesia: la expiación

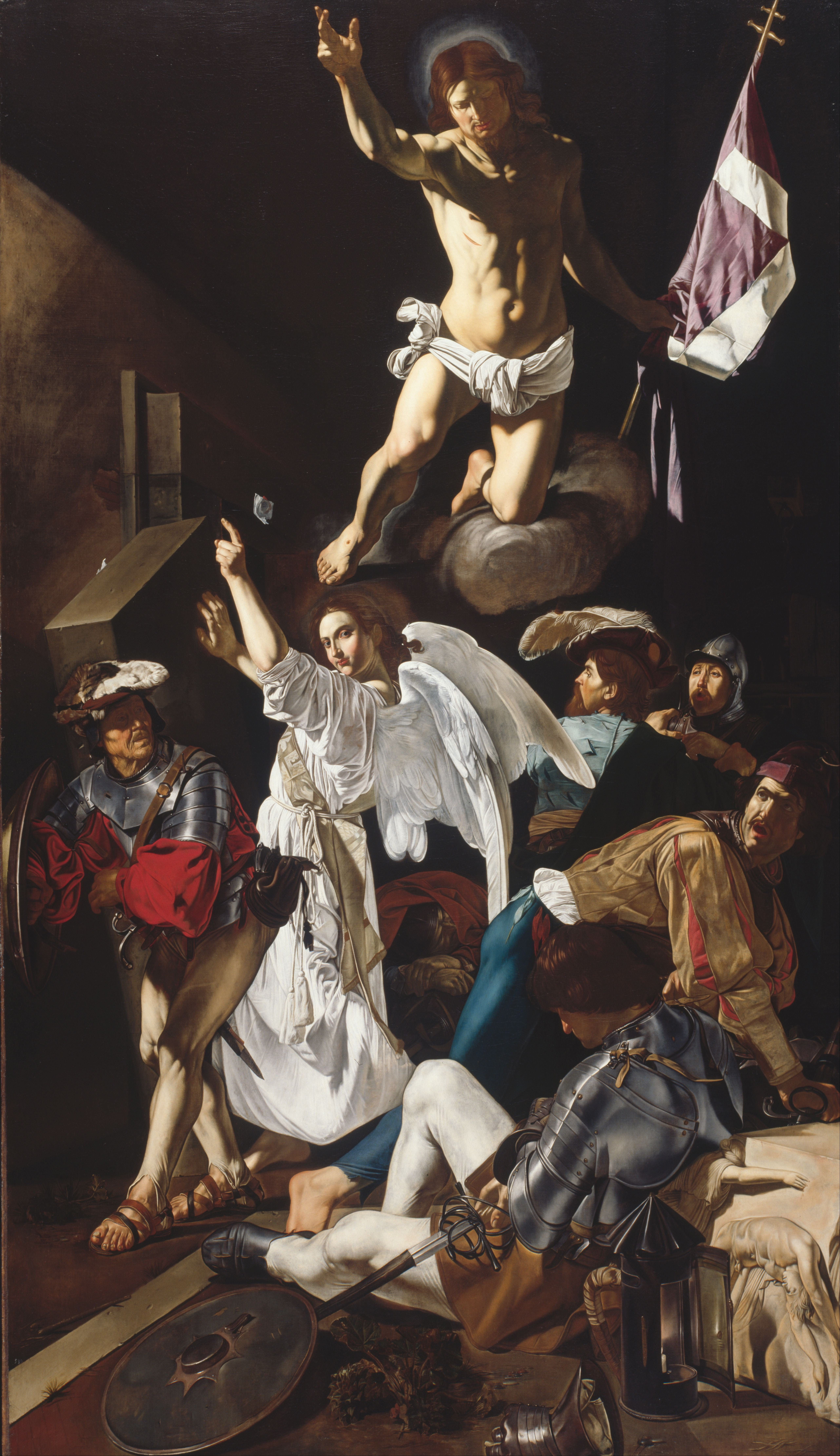
La Resurrección, por Francesco Buoneri, 1619–20.

Los Padres Apostólicos discutieron sobre la muerte y resurrección de Jesús, incluyendo a Ignacio de Antioquía (50-115), Policarpo de Esmirna (69-155) y Justino Mártir (100-165). La comprensión de la patrística griega de la muerte y resurrección de Jesús como una expiación es el «paradigma clásico» dentro los Padres de la Iglesia, que desarrollaron los temas encontrados en el Nuevo Testamento.
Durante los primeros mil años del cristianismo, la teoría redimitoria (del rescate) de la expiación fue la metáfora dominante, tanto en el cristianismo oriental como occidental, hasta que fue reemplazada en Occidente por la teoría satisfactoria de la expiación de Anselmo de Canterbury. La teoría redimitoria de la expiación señala que Cristo liberó a la humanidad de la esclavitud al pecado y a Satanás, y por lo tanto a la muerte, al dar su propia vida como sacrificio de rescate a Satanás, intercambiando la vida del perfecto (Jesús), por las vidas de los imperfectos (humanos). Implica la idea de que Dios engañó al diablo y que Satanás (o la muerte) tenía «derechos legítimos» sobre las almas pecaminosas en la otra vida, debido a la caída del hombre y el pecado heredado.
La teoría redimitoria primero fue claramente enunciada por Ireneo de Lyon (c. 130–c. 202), quien fue un crítico abierto del gnosticismo, pero tomó prestadas ideas de su cosmovisión dualista. En esta cosmovisión, la humanidad está bajo el poder del Demiurgo, un Dios menor que ha creado el mundo. Sin embargo, los humanos tienen una chispa de la verdadera naturaleza divina dentro de ellos, que puede ser liberada por la gnosis (conocimiento) de esta chispa divina. Este conocimiento es revelado por el Logos, «la mente misma del Dios supremo», quien entró al mundo en la persona de Jesús. Sin embargo, el Logos no pudo simplemente deshacer el poder del Demiurgo, y tuvo que ocultar su verdadera identidad, apareciendo como una forma física, engañando al Demiurgo y liberando a la humanidad. En los escritos de Ireneo, el Demiurgo es reemplazado por el diablo, mientras que Justino Mártir ya había igualado a Jesús y al Logos.
Orígenes (184-253) introdujo la idea de que el diablo tenía derechos legítimos sobre los humanos, quienes fueron comprados gratuitamente por la sangre de Cristo. También introdujo la noción de que el diablo fue engañado al pensar que podía dominar el alma humana.

### Antigüedad tardía e inicio de la Edad Media
Después de la conversión de Constantino y el Edicto de Milán en 313, los concilios ecuménicos de los siglos IV, V y VI se centraron en la cristología, lo que ayudó a dar forma a la comprensión cristiana de la naturaleza redentora de la Resurrección, e influyó en el desarrollo de su iconografía y su uso dentro de la liturgia.
La creencia en la resurrección corporal fue una nota constante de la iglesia cristiana en la antigüedad. Agustín de Hipona la aceptó en el momento de su conversión en 386. Agustín defendió la resurrección y argumentó que, dado que Cristo ha resucitado, existe la resurrección de los muertos. Por otra parte, sostuvo que la muerte y resurrección de Jesús ocurrieron para la salvación del hombre, diciendo: «para lograr la resurrección de cada uno de nosotros, el Salvador pagó con su propia vida, y él antepuso y propuso su resurrección una vez, y solo una vez, a modo de sacramento y a modo de modelo».
La teología de Teodoro de Mopsuestia (siglo V) proporciona una profundización en el desarrollo de la comprensión cristiana de la naturaleza redentora de la Resurrección. El papel crucial de los sacramentos en la mediación de la salvación tuvo gran aceptación en el momento. En la representación eucarística de Teodoro, los elementos salvíficos y de sacrificio se combinan en el «Aquel que nos ha salvado y nos ha liberado por el sacrificio de sí mismo». Para Teodoro, el rito eucarístico se orienta hacia el triunfo provocado por la resurrección sobre el poder de la muerte.
El énfasis en el carácter salvífico de la Resurrección continuó en la teología cristiana en los siglos siguientes, por ejemplo, en el siglo VII, Juan Damasceno escribió que: «Cuando él liberó a los que estaban presos desde el principio de los tiempos, Cristo volvió de nuevo de entre los muertos, habiendo abierto para nosotros el camino a la resurrección», y la iconografía cristiana de los años subsiguientes representó ese concepto.

### Interpretación contemporánea
Lorenzen señala «un extraño silencio sobre la resurrección en muchos púlpitos»; señala que entre algunos cristianos (líderes y maestros), la resurrección parece haberse convertido en «una causa de vergüenza o un tema de la apologética». Según Warnock, muchos cristianos descuidan la resurrección debido a su énfasis (comprensible) en la cruz.

## Resurrección corporal o física

### Pablo y los Evangelios
James Ware sostiene, principalmente a partir de la terminología de Pablo y la comprensión contemporánea judía, pagana y cultural de la naturaleza de la resurrección, que Pablo sostuvo un cuerpo físicamente resucitado (sōma), restaurado a la vida, pero animado por el espíritu (pneumatikos) en lugar de alma (psuchikos), de la misma forma que los relatos evangélicos. La naturaleza de este cuerpo resucitado es un tema de debate. En 1 Corintios 15:44, Pablo usa la frase «cuerpo espiritual» (sōma pneumatikos), término que ha sido interpretado como «cuerpo potenciado por el Espíritu», pero también como un «cuerpo celestial», hecho de un material más fino que la carne. En la Epístola a los Filipenses, Pablo describe cómo el cuerpo del Cristo resucitado es completamente diferente al que llevaba cuando tenía «la condición de hombre» (Filipenses 2:8), y sostiene un similar estado glorificado (Cristo «transformará el cuerpo de la humillación nuestra», en Filipenses 3:21), como la meta de la vida cristiana: «la carne y la sangre no pueden heredar el reino de Dios» (1 Corintios 15:50), y los cristianos que entren al reino estarán desechando «el cuerpo pecaminoso carnal» (Colosenses 2:11).
Pablo se opuso a la noción de una resurrección puramente espiritual, como lo propagaron algunos cristianos en Corinto, que aborda en 1 Corintios. Sus opiniones sobre una resurrección corporal iban en contra de los pensamientos de los filósofos griegos para quienes una resurrección corporal significaba un nuevo encarcelamiento en un cuerpo corpóreo, que era lo que querían evitar, dado que para ellos lo corpóreo y lo material encadenaban el espíritu. La tradición evangélica en desarrollo, a su vez, enfatizó los aspectos materiales para contrarrestar cualquier interpretación espiritual.
Dunn señala que hay una gran diferencia entre la aparición de la resurrección de Pablo y las apariencias descritas en los Evangelios. Donde «la visión de Pablo fue visionaria [...], desde el cielo»; en contraste, los relatos evangélicos tienen un «realismo masivo» dentro de ellos: «el ‹realismo masivo› de [...] las apariciones [evangélicos] en sí mismas solo puede describirse como visionario con gran dificultad, y Lucas ciertamente rechazaría esa descripción como inapropiada». Según Dunn, la mayoría de los estudiosos explican esto como una «materialización legendaria» de las experiencias visionarias, «tomando prestados los rasgos del Jesús terrenal». Sin embargo, según Dunn, había «una tendencia a alejarse de lo físico [...] y una tendencia inversa a lo físico». La tendencia hacia lo material es más clara, pero también hay signos de la tendencia a alejarse de lo físico, y «hay algunos indicios de que una comprensión más física era actual en la primera comunidad de Jerusalén».

### La tumba vacía
La tumba vacía y las apariciones posteriores a la resurrección nunca se coordinan directamente para formar un argumento combinado. Si bien la coherencia de la narración de tumbas vacías es cuestionable, es «claramente una tradición temprana». Vermes aceptar la interpretación literal de la historia, como prueba de la resurrección, y también señala que la historia de la tumba vacía está en conflicto con las nociones de una resurrección espiritual. Según Vermes, «[el] vínculo estrictamente judío de espíritu y cuerpo está mejor representado por la idea de la tumba vacía y sin duda es responsable de la introducción de las nociones de palpabilidad (Tomás en Juan) y de comer (Lucas y Juan)».
Según Raymond E. Brown, el cuerpo de Jesús fue enterrado en una nueva tumba por José de Arimatea de acuerdo con la Ley Mosaica, que establecía que no se debe permitir que una persona colgada en un árbol permanezca allí por la noche, sino que debe ser enterrada antes del anochecer. El historiador del Nuevo Testamento Bart D. Ehrman descarta la historia de la tumba vacía; según Ehrman, «una tumba vacía no tenía nada que ver con eso [...] una tumba vacía no produciría fe». Según Ehrman, la tumba vacía era necesaria para subrayar la resurrección física de Jesús, pero es dudoso que Jesús fuera enterrado por José de Arimatea. Es poco probable que un miembro del Sanedrín hubiera enterrado a Jesús; la crucifixión estaba destinada a «torturar y humillar a una persona lo más completamente posible», y los cuerpos usualmente eran abandonados para que los animales lo comieran; los delincuentes generalmente eran enterrados en fosas comunes; y Pilato no tenía preocupación por las sensibilidades judías, lo que hace improbable que hubiese permitido que enterraran a Jesús. Sin embargo, el teólogo e historiador inglés N. T. Wright argumenta enfáticamente y extensamente la realidad de la tumba vacía y las apariciones posteriores de Jesús, razonando que, como cuestión de historia, tanto la resurrección corporal como las apariciones corporales posteriores de Jesús son explicaciones mucho mejores que el surgimiento del cristianismo que otras teorías, incluidas las de Ehrman.

## La Pascua
La Pascua, la fiesta por excelencia que celebra la resurrección de Jesús, es claramente el festival cristiano más antiguo. Desde los primeros tiempos del cristianismo, se ha centrado en el acto redentor de Dios en la muerte y resurrección de Cristo. En los Συναξάριον synaxarion y los calendarios litúrgicos de la iglesia ortodoxa se le llama «domingo de las miróforas con el noble José»
La Pascua está vinculada al Pésaj y la salida de Egipto en el Antiguo Testamento a través de la última cena y la crucifixión que precedió a la resurrección. De acuerdo con el Nuevo Testamento, Jesús dio a la cena pascual un nuevo significado, mientras se preparaba a sí mismo y sus discípulos por su muerte en el aposento alto durante la última cena. Él se identificó en la hogaza de pan y la copa de vino como su cuerpo antes de ser sacrificado y su sangre antes de ser derramada. 1 Corintios 5:7 señala: «Limpiaos, pues, de la vieja levadura, para que seáis nueva masa, sin levadura como sois; porque nuestra pascua, que es Cristo, ya fue sacrificada por nosotros». Esto se refiere a la exigencia pascual de no tener levadura en la casa y en la alegoría de Jesús como el cordero pascual.

## Relatos extrabíblicos

### Evangelios apócrifos
Los evangelios apócrifos que desarrollan más ampliamente el tema de la resurrección son el Evangelio de Pedro y otros «Evangelios de la pasión y resurrección», el Evangelio de María (con los diálogos entre Jesús y María Magdalena tras la resurrección) y otros «Diálogos del resucitado» de carácter gnóstico.

### El Libro de Mormón
El Libro de Mormón contiene un relato de 37 páginas del ministerio de Cristo después de su resurrección, en el que se aparece a los nefitas y los lamanitas en las Américas después de levantarse de la tumba y ascender al cielo. Se aparece a la gente y les permite sentir las marcas de los clavos en sus manos y pies. Él les predica el evangelio y establece su iglesia. Cristo lleva a cabo muchos milagros similares a los del Nuevo Testamento.
El relato afirma que cerca de 2500 varones, mujeres y niños vieron y escucharon a Jesucristo resucitado.

### Otras apariciones
Joseph Smith registró una experiencia en la que vio al resucitado Jesucristo y a Dios Padre en la primavera de 1820; su experiencia se conoce hoy en día como la Primera Visión.
En 1832, Joseph Smith y Sidney Rigdon escribieron un relato en el que ambos afirmaron haber visto a Jesucristo resucitado. Ellos escribieron: «Y ahora, después de los muchos testimonios que se han dado de él, éste es el testimonio último de todos, que nosotros damos de él, el que vive; porque lo vimos, incluso a la diestra de Dios, y oímos una voz testificando que él es el Unigénito del Padre».

## Posiciones de otras religiones
Grupos como judíos, musulmanes, los bahá'ís y otros no cristianos, así como algunos cristianos liberales, discuten sobre si Jesús realmente fue resucitado de entre los muertos. Las discusiones sobre las reivindicación sobre la muerte y la resurrección se producen en muchos debates religiosos y diálogos interconfesionales.

### Gnósticos
Algunos gnósticos no creían en una resurrección física literal. «Para los gnósticos, cualquier resurrección de los muertos fue excluida desde el principio; la carne o sustancia estaba destinada a perecer. ‹No hay resurrección de la carne, sino sólo del alma›, decían los denominados arcontes, un grupo gnóstico tardío de Palestina».

### Judaísmo
El cristianismo se separó del judaísmo en el siglo I, y las dos religiones han diferido en su teología desde entonces. De acuerdo con el Toledot Yeshu, el cuerpo de Jesús fue removido en la misma noche por un jardinero llamado Judá, después de oír a los discípulos planificar robar el cuerpo de Jesús. Sin embargo, el Toledot Yeshu no es considerado canónico o normativo dentro de la literatura rabínica. Van Voorst afirma que el Toledot Yeshu es un conjunto de documentos medievales y sin una forma fija, desde el cual es «muy improbable» disponer de información fiable acerca de Jesús. The Blackwell Companion to Jesus establece que el Toledot Yeshu no tiene hechos históricos como tales, y acaso se creó como una herramienta para protegerse de las conversiones al cristianismo.

### Islam
Los musulmanes creen que ʿĪsā, hijo de Maryām (María), fue un santo profeta con un mensaje divino. La perspectiva islámica es que Jesús no fue crucificado y volverá al mundo al final de los tiempos; «y por haber dicho: «‹Hemos dado muerte al Ungido, Jesús, hijo de María, el enviado de Alá›, siendo así que no le mataron ni le crucificaron, sino que les pareció así. Los que discrepan acerca de él, dudan. No tienen conocimiento de él, no siguen más que conjeturas. Pero, ciertamente no le mataron, sino que Alá lo elevó a Sí. Alá es poderoso, sabio» (Sura 4:157-158).

### Bahaísmo
`Abdu'l-Bahá enseñó que la resurrección de Cristo fue una resurrección espiritual y que los relatos en los Evangelios son parábolas. Escribió: «Nosotros explicamos, por lo tanto, el significado de la resurrección de Cristo de la siguiente manera: Después del martirio de Cristo, los Apóstoles estaban perplejos y consternados. La realidad de Cristo, la cual consiste en Sus enseñanzas, Sus bondades, Sus perfecciones y Su poder espiritual, fue escondida y oculta durante dos o tres días después de su martirio, y no tenía ninguna apariencia externa o manifestación; de hecho, parecía estar perdida por completo. Para aquellos, pocos en número, que creían de verdad; incluso los pocos estaban perplejos y consternados. La causa de Cristo estuvo así como un cuerpo sin vida. Después de tres días, los Apóstoles se convirtieron en firmes y constantes, surgieron para ayudar a la causa de Cristo, resolvieron promover las enseñanzas divinas y practicar las advertencias de su señor, y se han esforzado por servirlo. Entonces surgió luminosa la realidad de Cristo, resplandeciendo su gracia a otro, encontrando una nueva vida en su religión, y sus enseñanzas y amonestaciones se ponen de manifiesto y son visibles. En otras palabras, la causa de Cristo, que era semejante a un cuerpo sin vida, fue llevada a la vida y rodeada por la gracia del Espíritu Santo».
Los bahá'ís creen que la afirmación del Corán significa que el Espíritu de Jesús no murió en la cruz; sin embargo, los bahá'ís defienden que Jesús fue realmente crucificado en la carne.

## Reliquias
La resurrección de Jesús es desde hace mucho tiempo el centro de la fe cristiana y aparece dentro de diversos elementos de la tradición cristiana, desde fiestas, representaciones artísticas y reliquias religiosas. En las enseñanzas cristianas, los sacramentos reciben su poder salvífico de la pasión y resurrección de Cristo, sobre la cual la salvación del mundo depende por completo.
Un ejemplo del entrecruzamiento de las enseñanzas sobre la resurrección con las reliquias cristianas es la aplicación del concepto de «formación de la imagen milagrosa» en el momento de la resurrección en el Sudario de Turín. Autores cristianos han declarado la creencia de que el cuerpo alrededor del cual se envuelve la cubierta no era meramente humano, sino divino, y que la imagen en el sudario se produjo milagrosamente en el momento de la resurrección. Citando la declaración de Pablo VI: «[El sudario es] el maravilloso documento de la pasión, muerte y resurrección, escrito para nosotros con letras de sangre»; el autor Antonio Cassanelli sostiene que el sudario es un deliberado registro divino de las cinco etapas de la Pasión de Cristo, y creado en el momento de la resurrección.

## En el arte cristiano

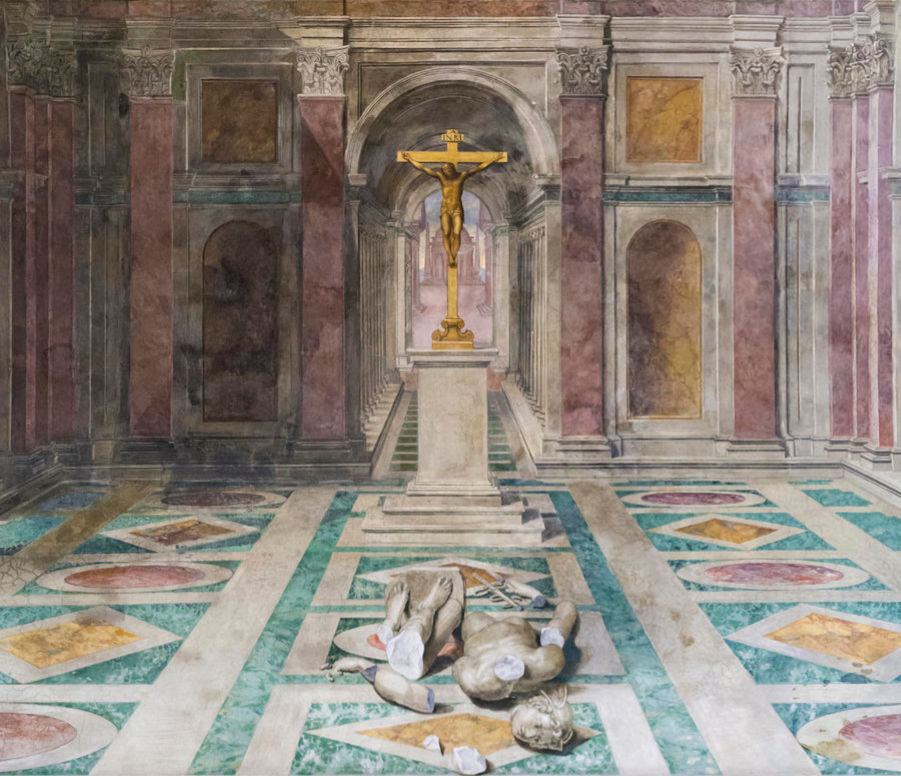
La asociación del crucifijo y el triunfo (en este caso sobre el paganismo) se explícita en El triunfo de la cristiandad, fresco de Tommaso Laureti de la Sala de Constantino en las estancias del Vaticano, 1585. No sólo aparece erguido sobre una estatua rota de un dios grecorromano, sino que se centra en un contexto arquitectónico clásico que alude al arco de triunfo.

### Simbolismo paleocristiano
El arte paleocristiano, fuertemente simbólico, tuvo en el triunfo sobre la muerte uno de sus principales motivos. En el periodo de las persecuciones, el tema de la resurrección (trascendental para una comunidad que venera a sus mártires) se aludía a través de los pasajes bíblicos que se consideraban alegóricos de ella, como el de Daniel en el foso de los leones. Con la cristianización del Imperio romano, el arte cristiano pasó a desarrollarse pública y monumentalmente, y el tema de la resurrección se expresó en formas derivadas de la civilización romana: tanto en el crismón (evolución del lábaro imperial, transformado en cruz por el In hoc signo vinces del sueño que Constantino tuvo antes de la batalla del puente Milvio —en sus monedas aparece ese lábaro-crismón venciendo a una serpiente—) como en el ábside de las basílicas (donde se reproduce la forma del arco de triunfo).
La cruz deja de ser un simple instrumento de tortura para convertirse en un símbolo de triunfo sobre la muerte, que recuerda al cristiano la resurrección de Cristo y la promesa de su segunda venida.
Un sarcófago procedente de la catacumba de Domitila (ca. 350) es uno de los primeros ejemplos del uso del crismón como crux invicta ("cruz invicta" o cruz triunfante) en contextos funerarios, como símbolo de la resurrección y triunfo sobre la muerte (rodeada por una corona de laurel, uno de los elementos del triunfo romano). A sus pies, dos soldados hacen referencia a los que custodiaban el sepulcro de Cristo. Posteriormente, en la Edad Media, se generalizó el uso de la cruz funeraria.
La crux gemmata ("cruz de gemas" o enjoyada) reproduce la cruz monumental de oro y piedras preciosas que Constantino mandó levantar en el monte Calvario de Jerusalén, y que se reproduce en el mosaico del ábside de la basílica de Santa Pudenciana de Roma.

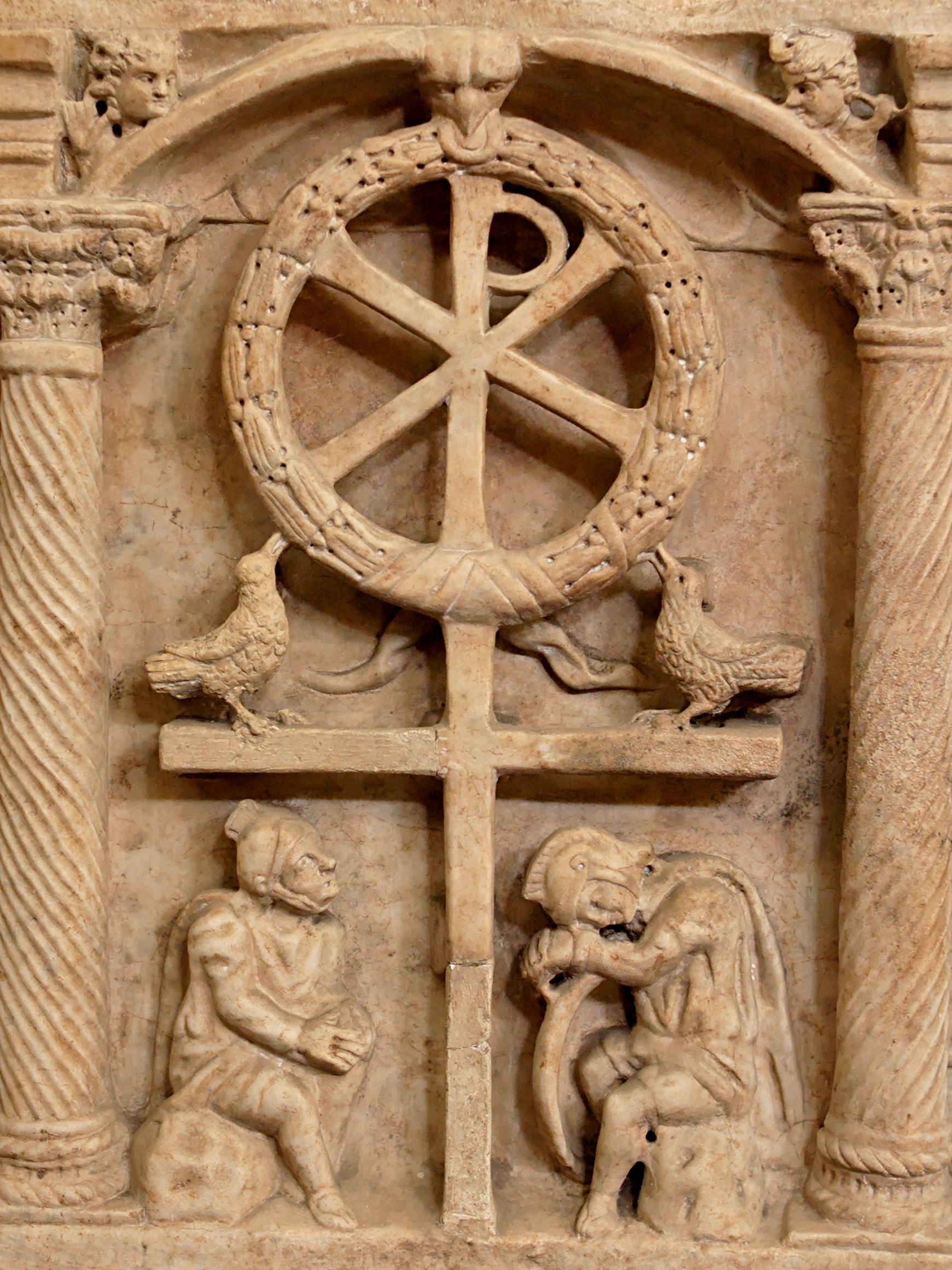
Crismón del sarcófago citado.
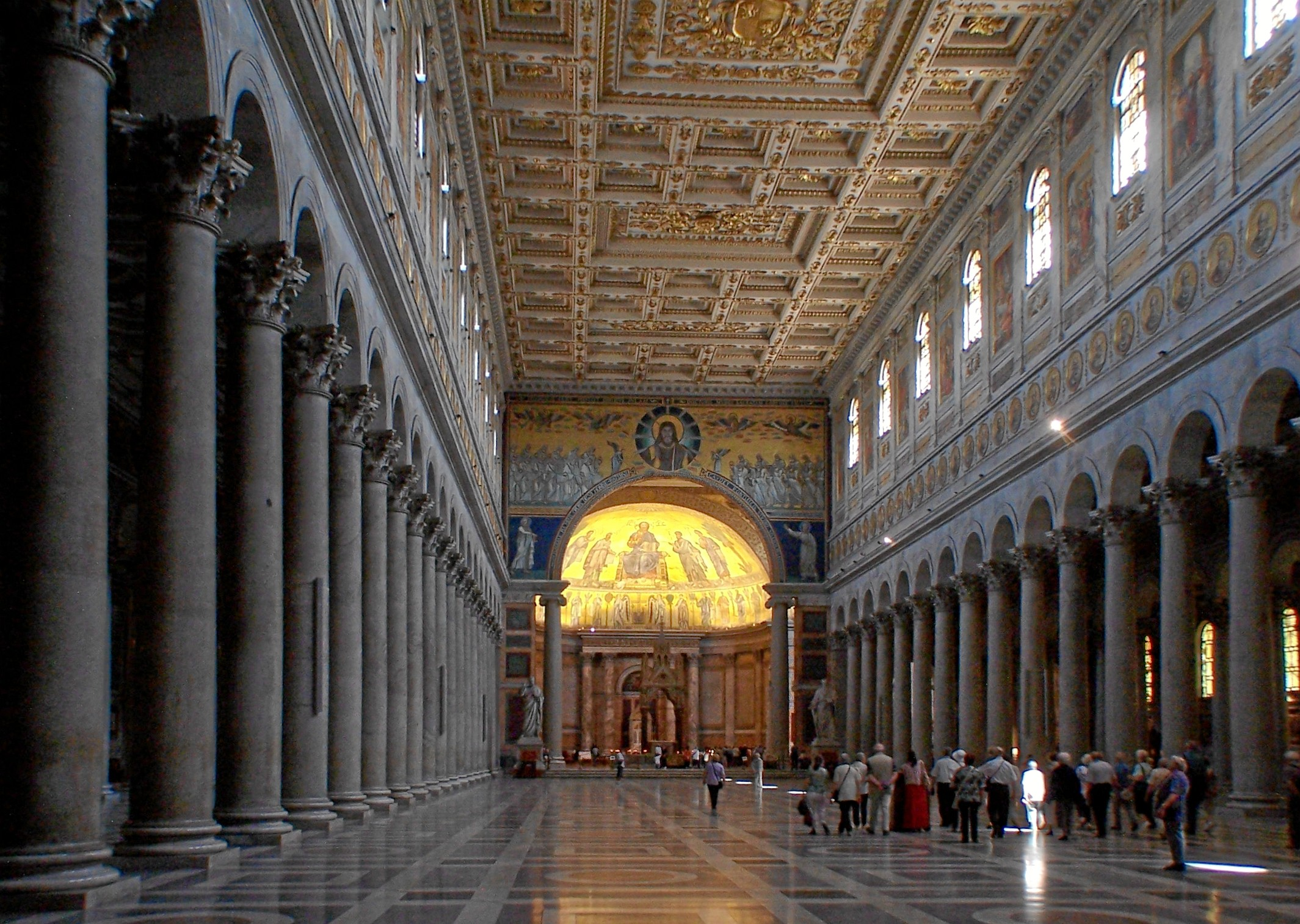
San Pablo extramuros.
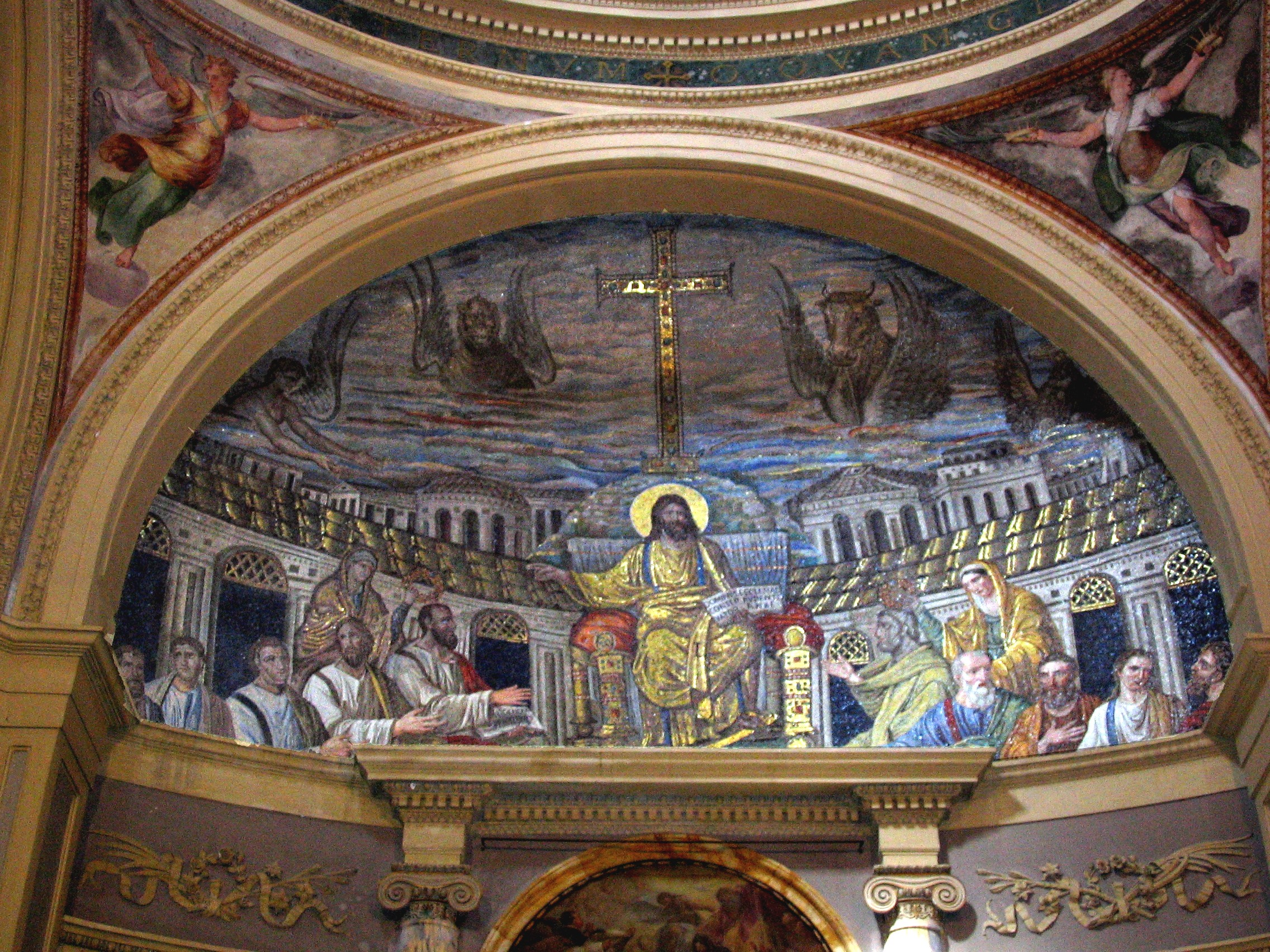
Santa Pudenciana.
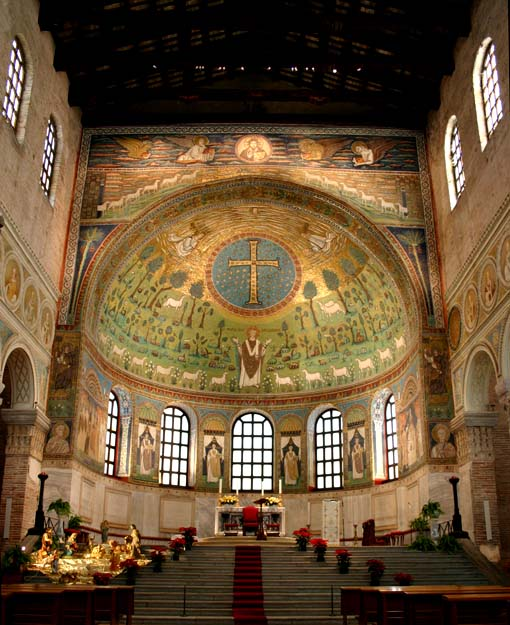
San Apolinar in Classe

### Tema pictórico y escultórico
En pintura, la convención iconográfica fijada desde el Gótico para el tema de la resurrección incluye la presencia de soldados dormidos (ocasionalmente, despiertos y asombrados —mezclando anacrónicamente su actitud en el momento de la resurrección con la de la aparición del ángel, tal como se describe en el evangelio de Mateo—) en torno a la tumba abierta de Cristo de la que surge su figura semidesnuda (envuelta en su sudario) elevándose milagrosamente, rodada de un halo luminoso y portando un estandarte de la cruz.

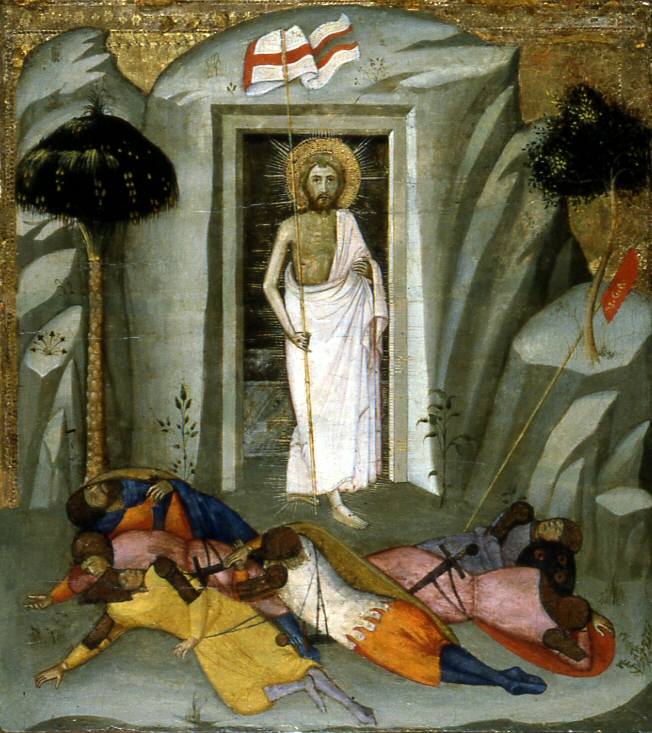
Andrea di Bartolo, ca. 1390.
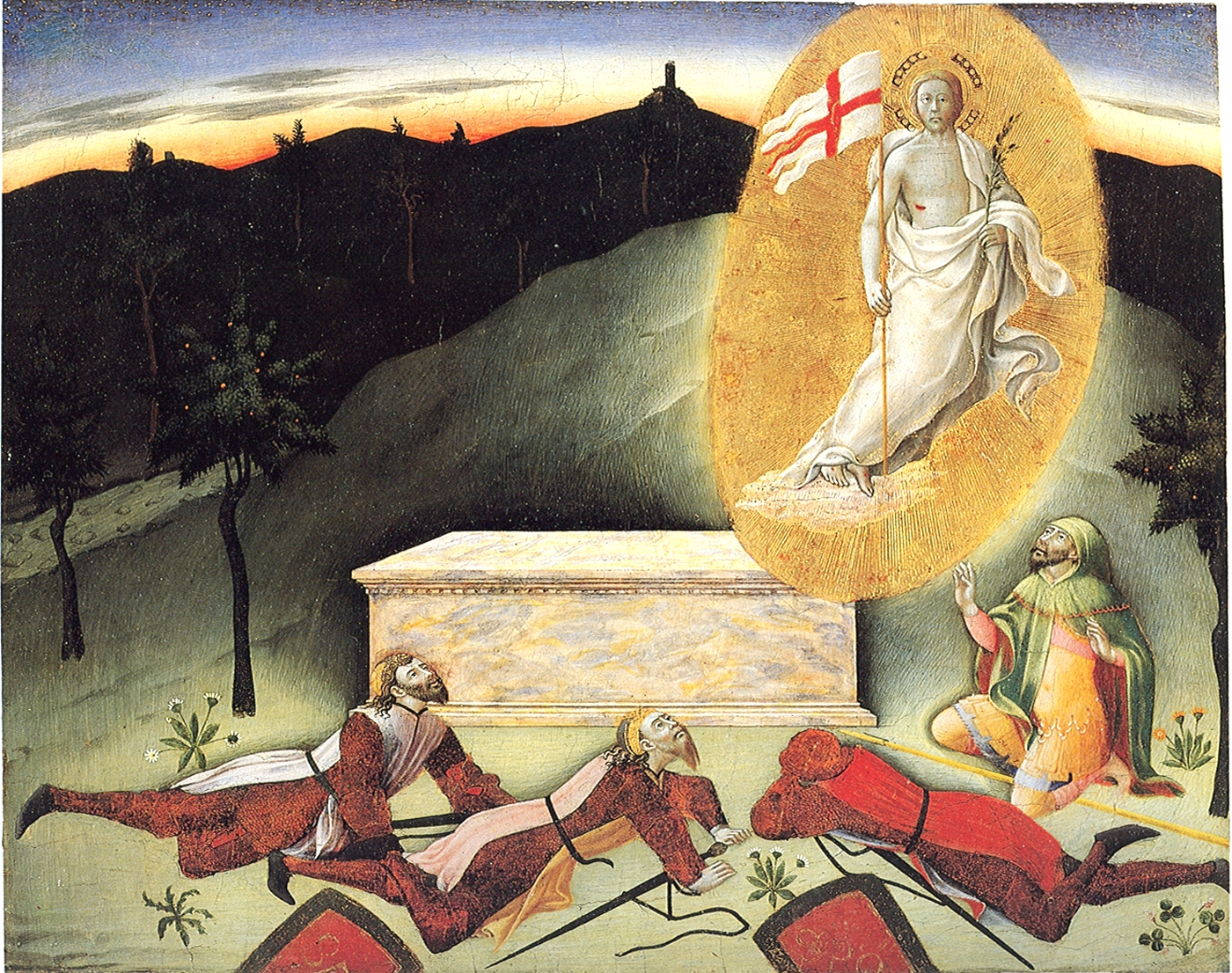
Maestro de la Observancia, ca. 1455.

Hay excelentes ejemplos de representaciones pictóricas de la Resurrección tanto en el Renacimiento italiano (La resurrección de Cristo de Piero della Francesca, La resurrección de Cristo de Rafael) como en el Renacimiento nórdico (una de las tablas del Altar de Isenheim, de Grünewald), en el Manierismo (La resurrección de Cristo, de El Greco) o en el Barroco (La resurrección de Cristo de Rubens).

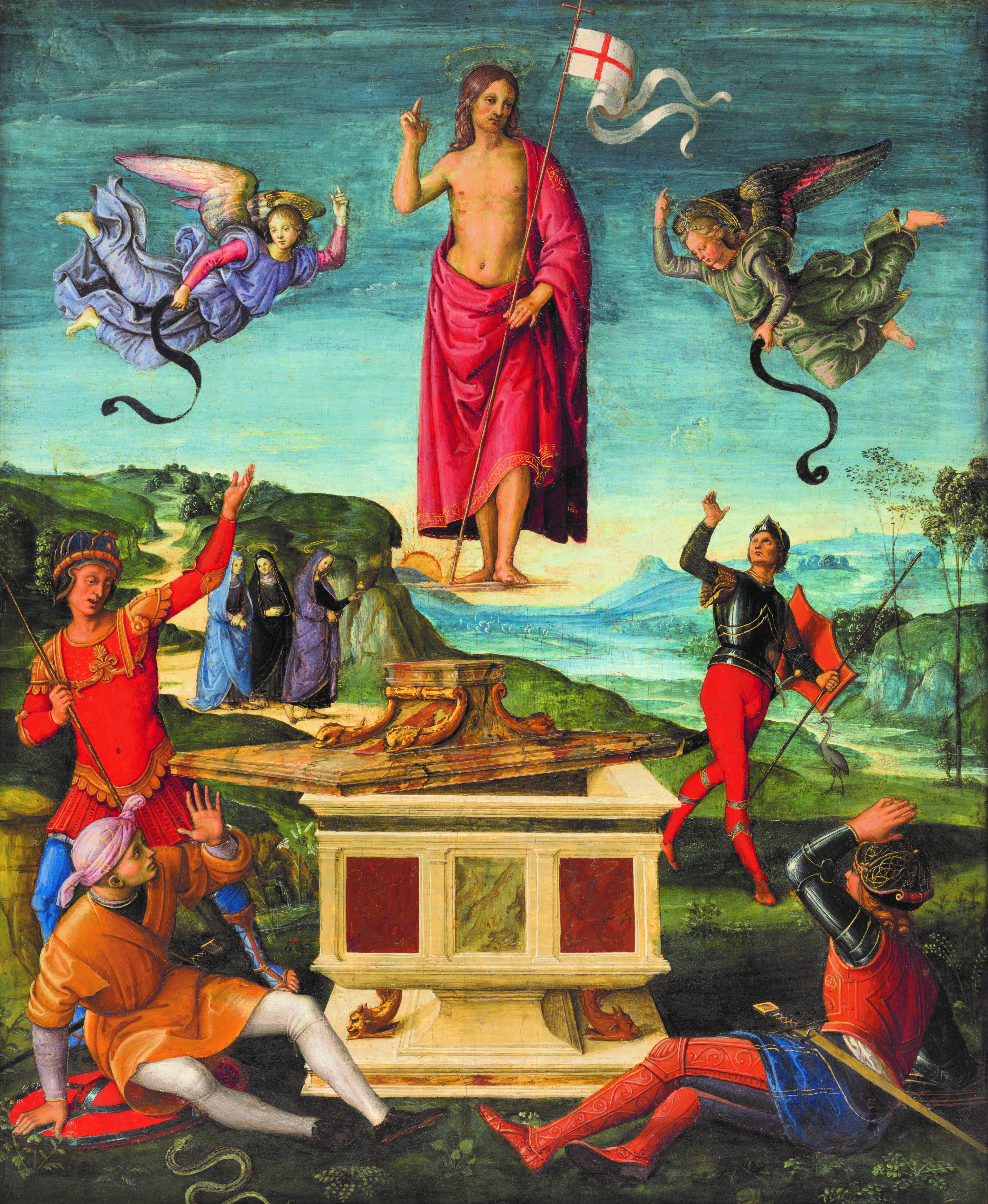
Rafael, c. 1499.
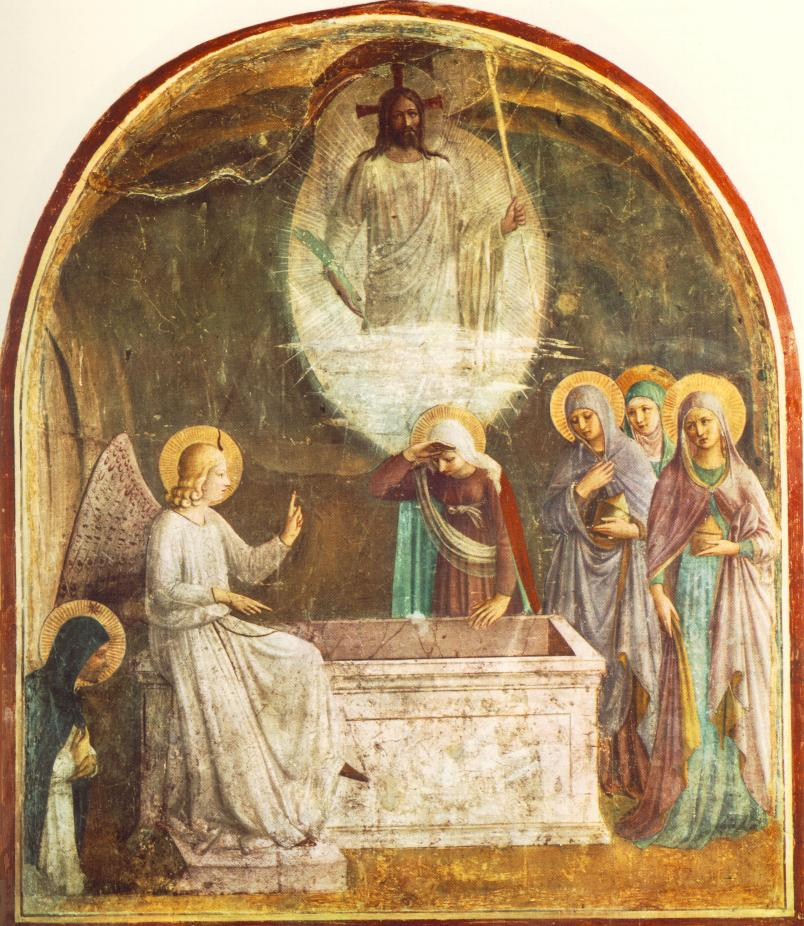
Fra Angelico, 1440-1441.
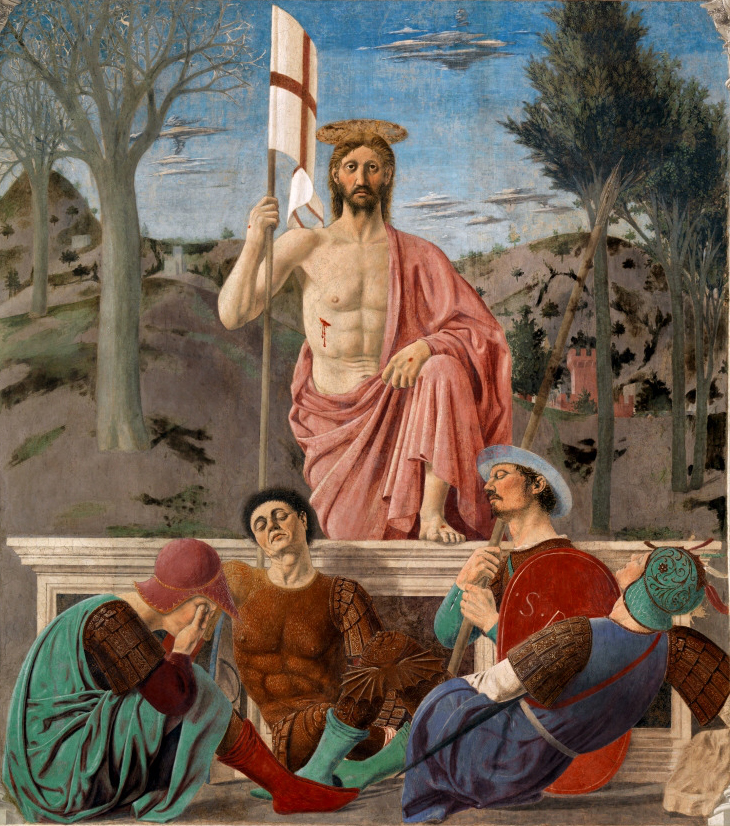
Piero della Francesca, 1463-1465.
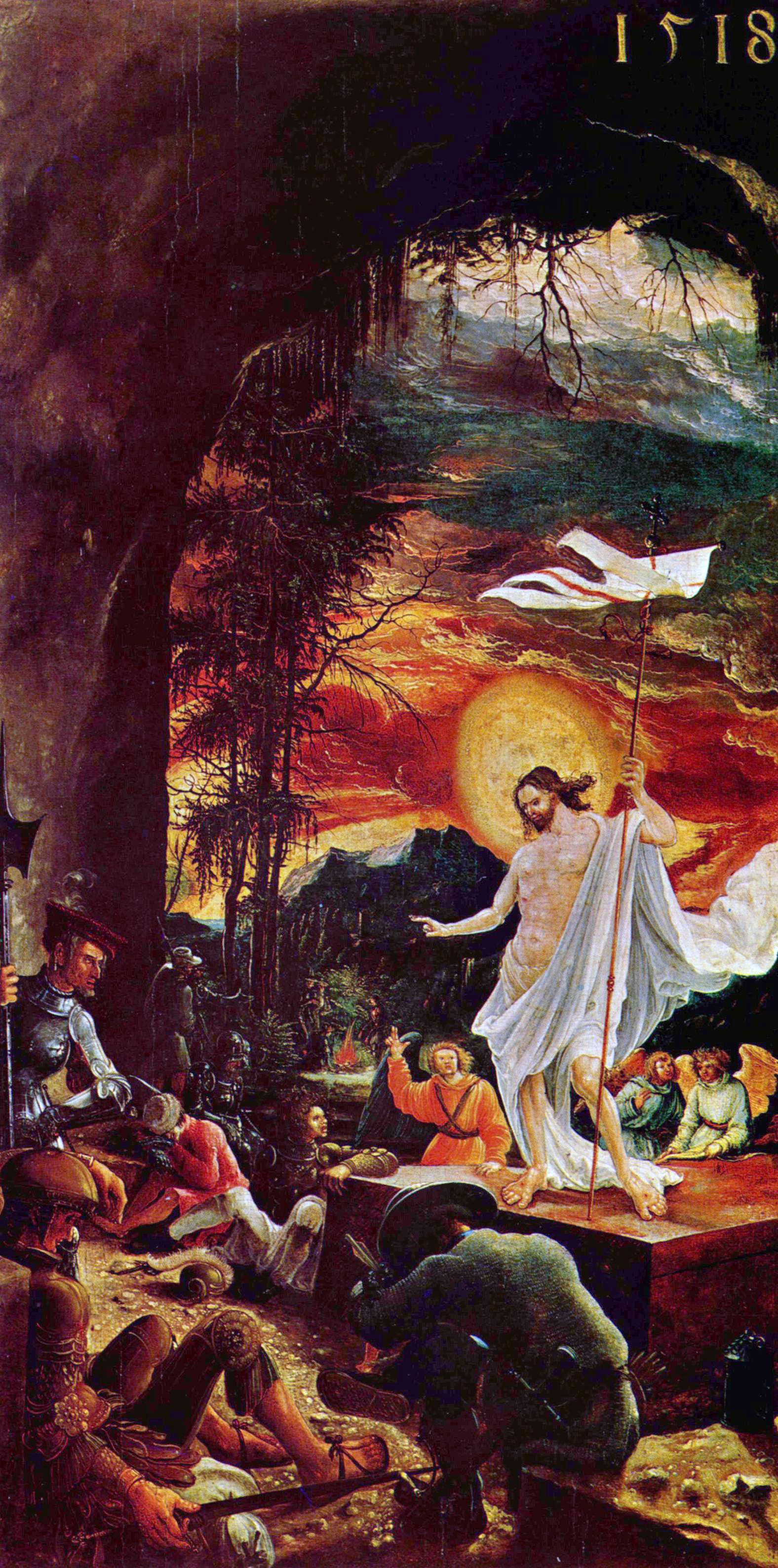
Altdorfer, 1518.
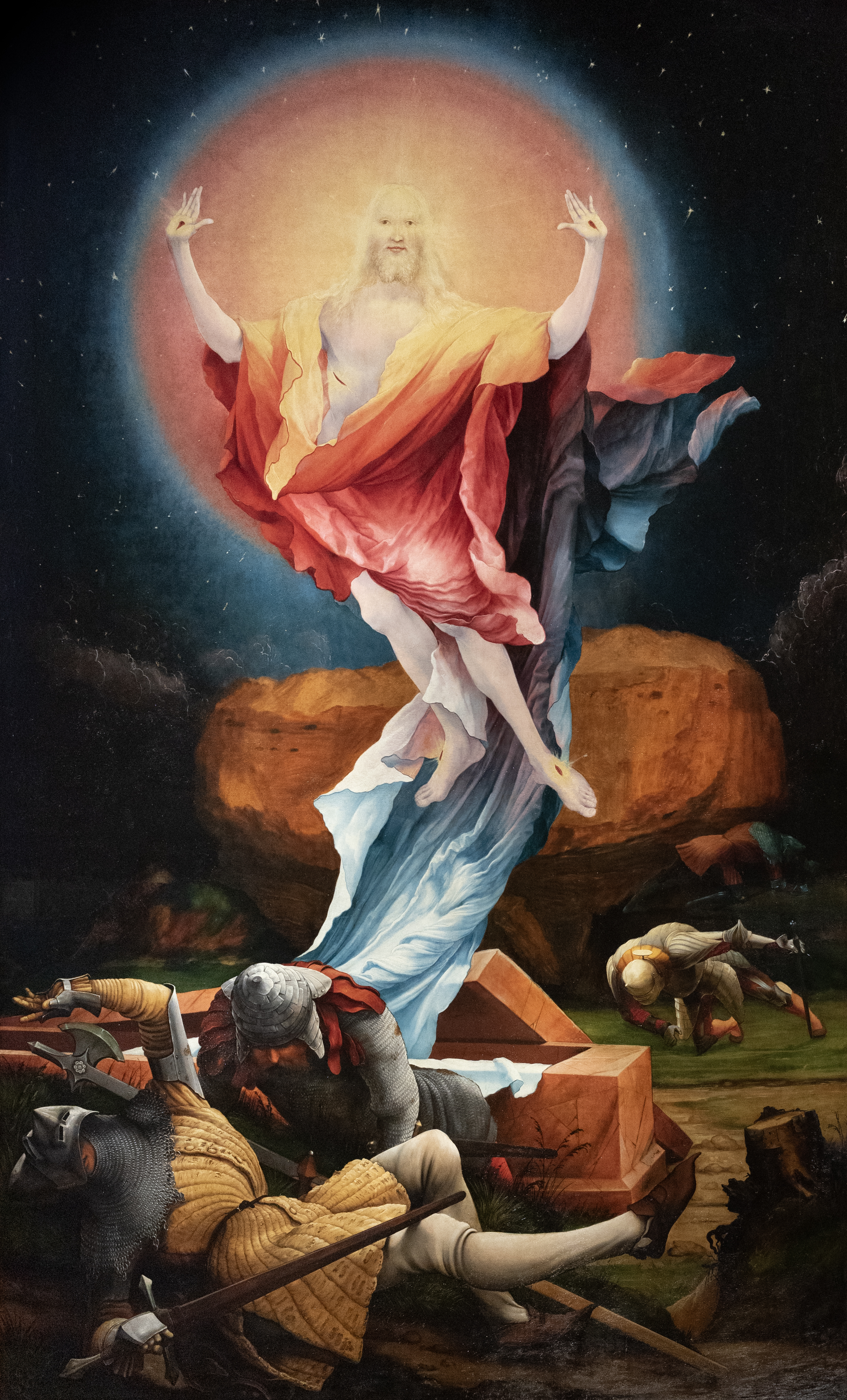
Grünewald, 1512-1516.
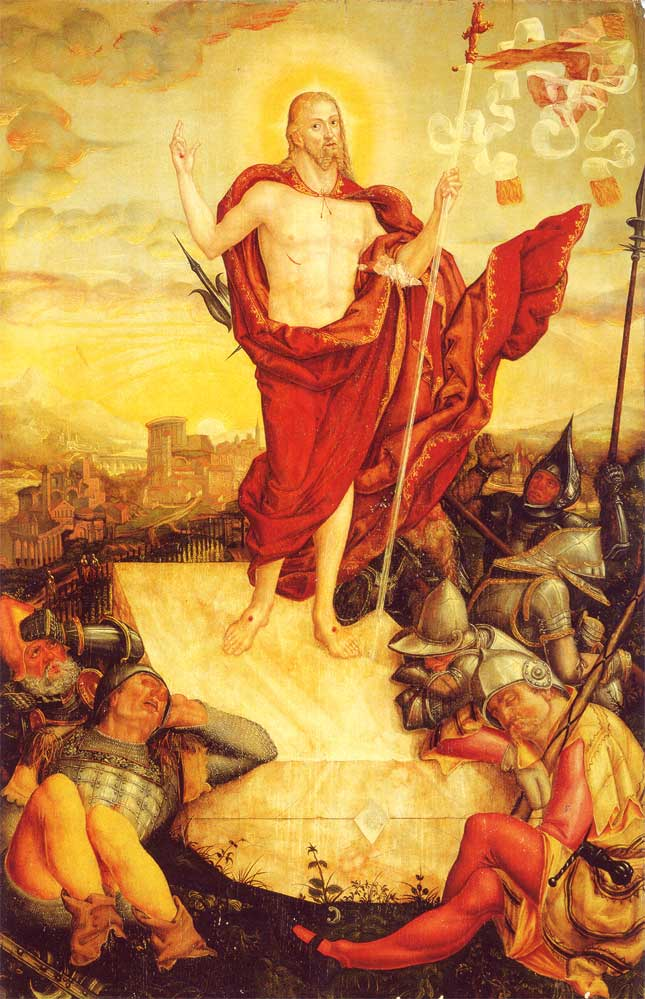
Lucas Cranach el Joven, 1558.

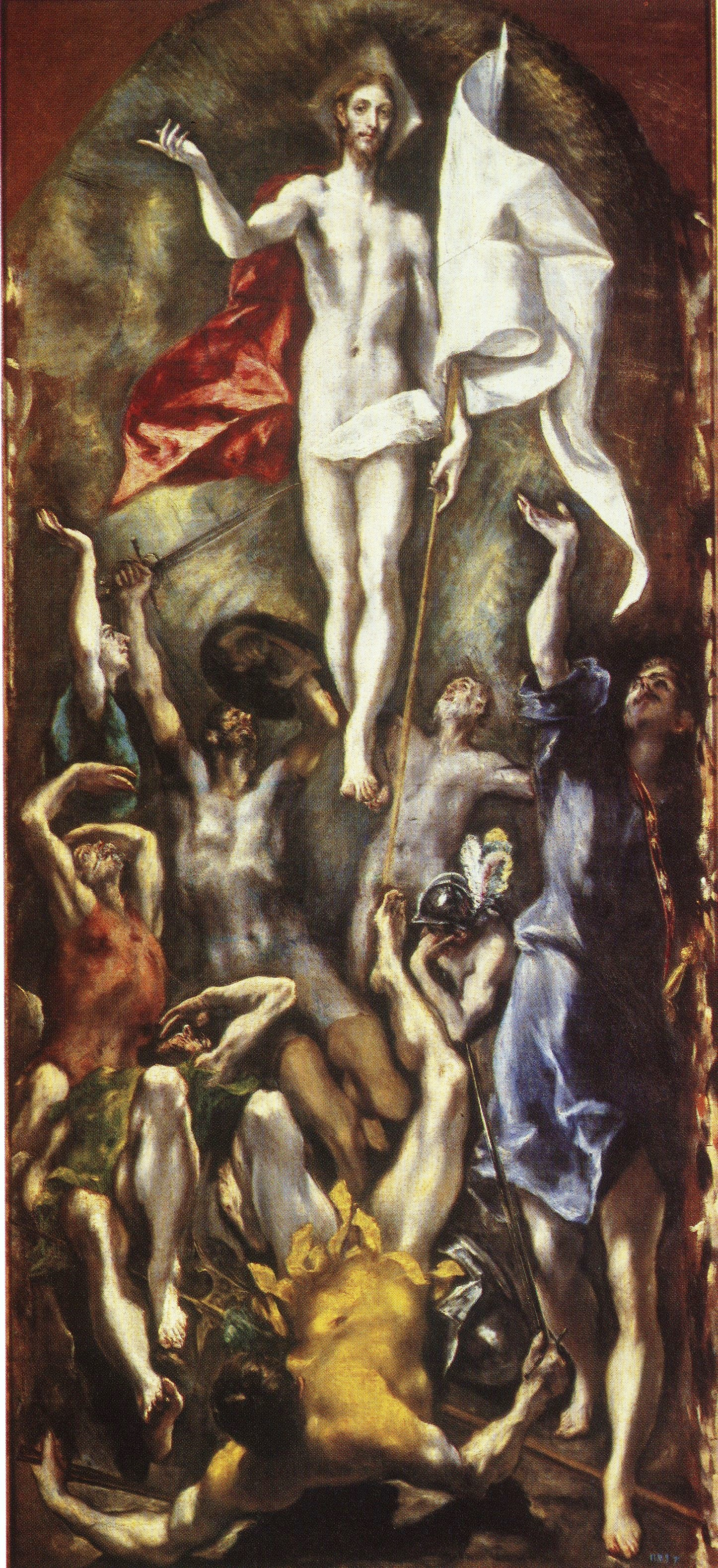
El Greco, 1597-1604.
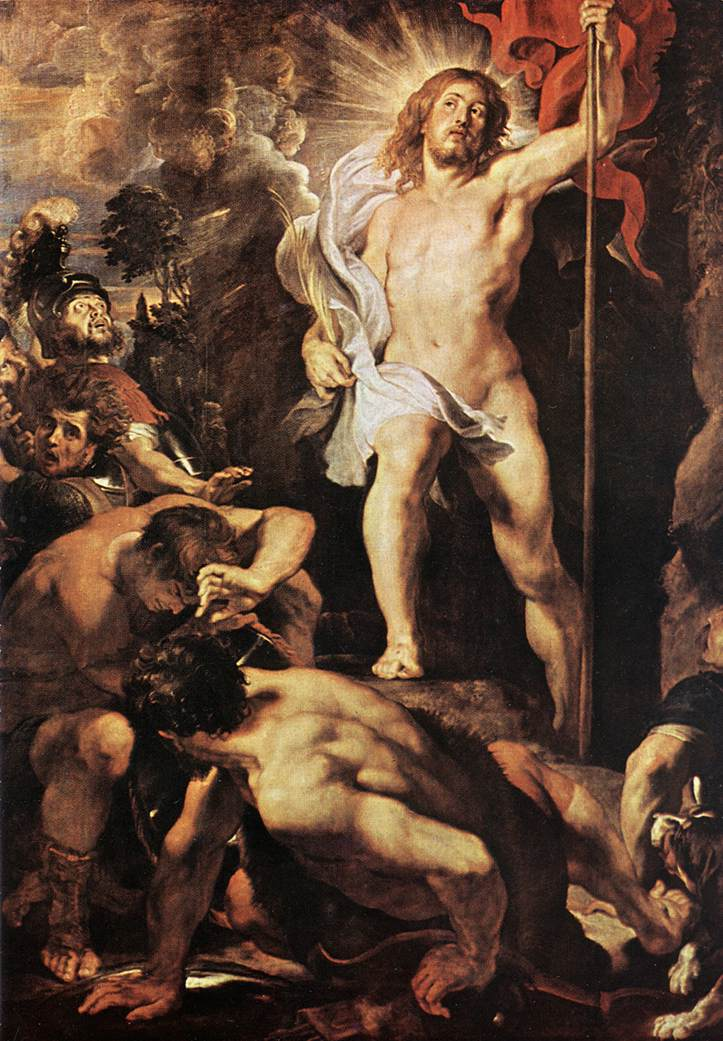
Rubens, 1611-1612.
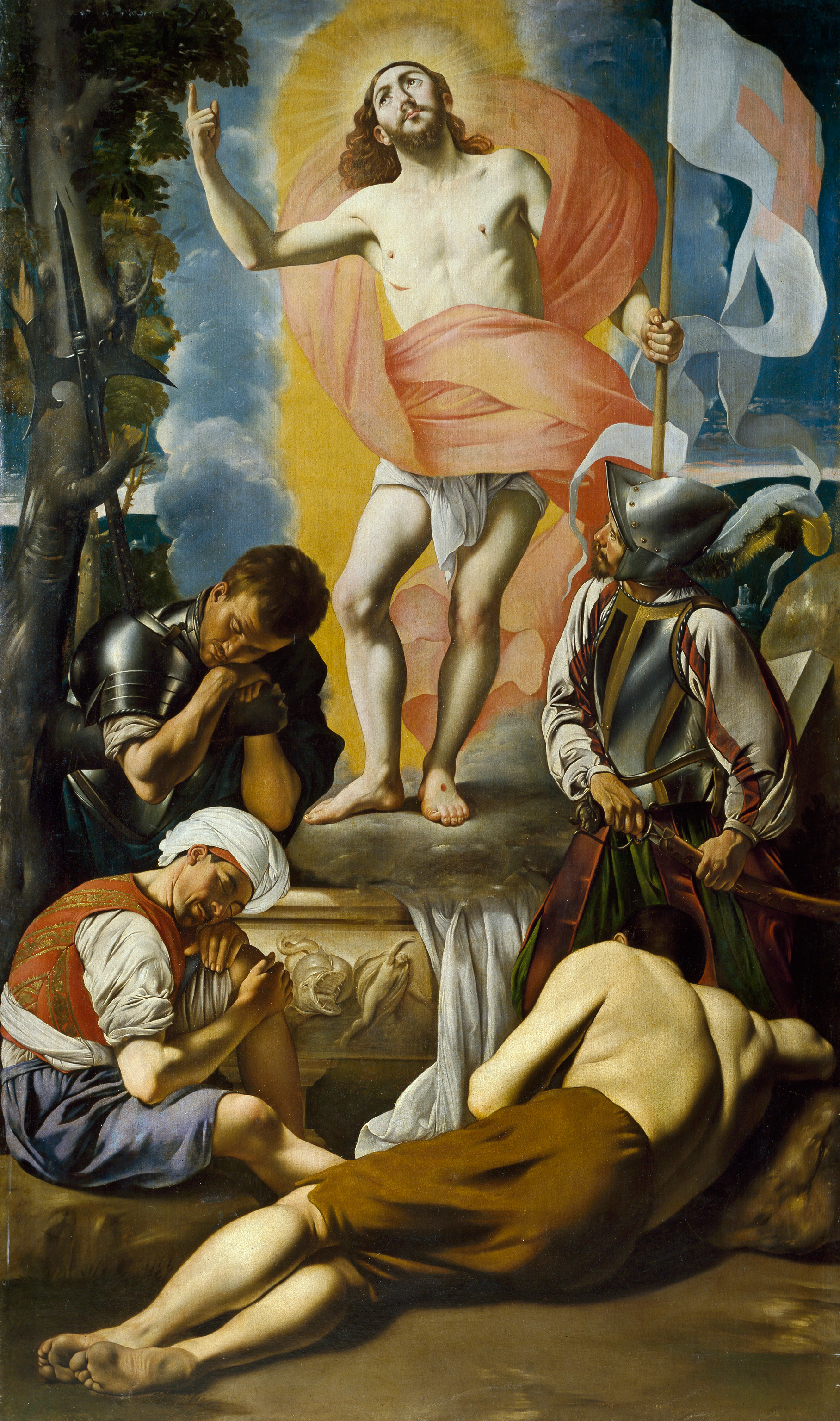
Juan Bautista Maíno, 1612-1614.
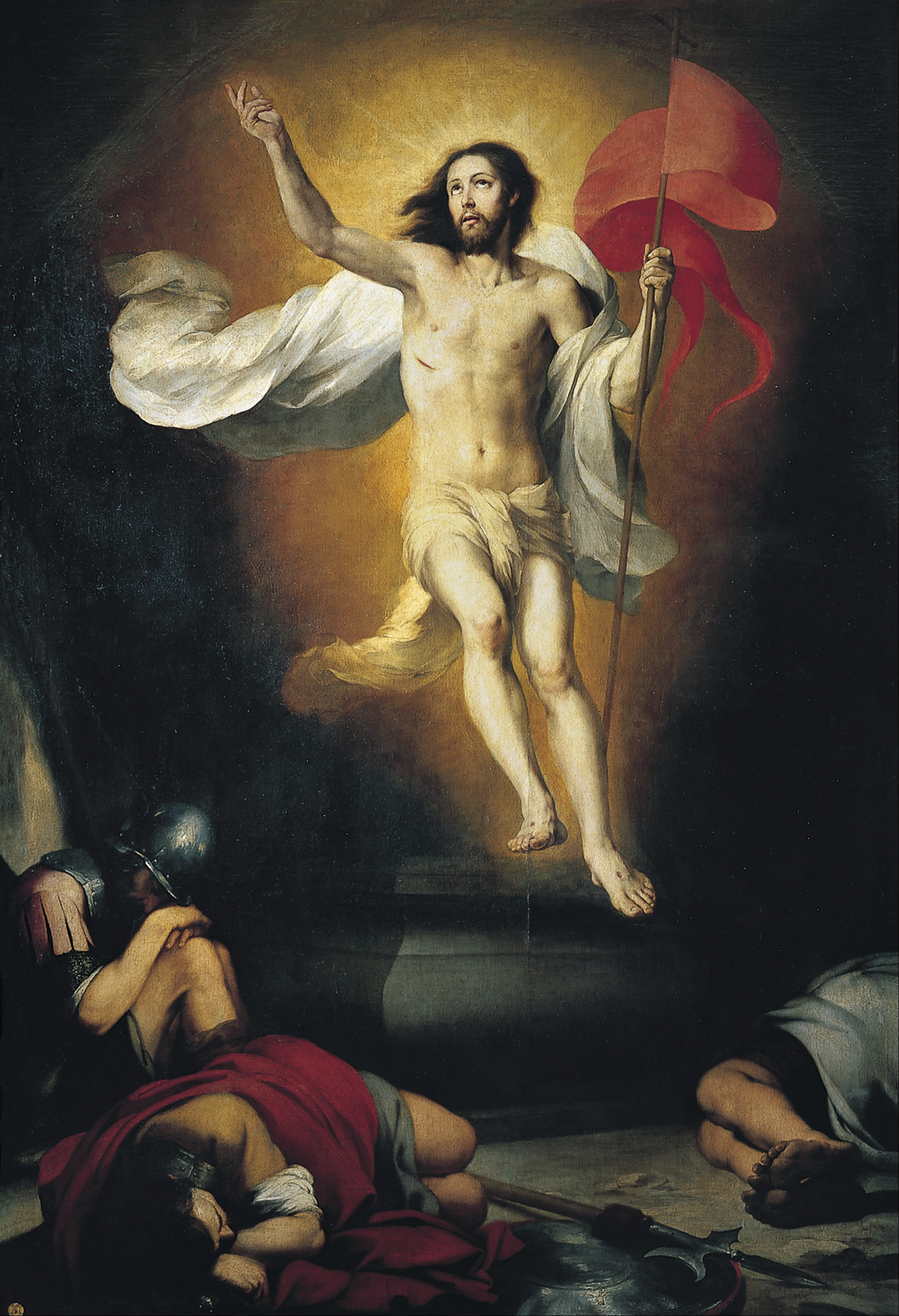
Bartolomé Esteban Murillo, 1650-1660
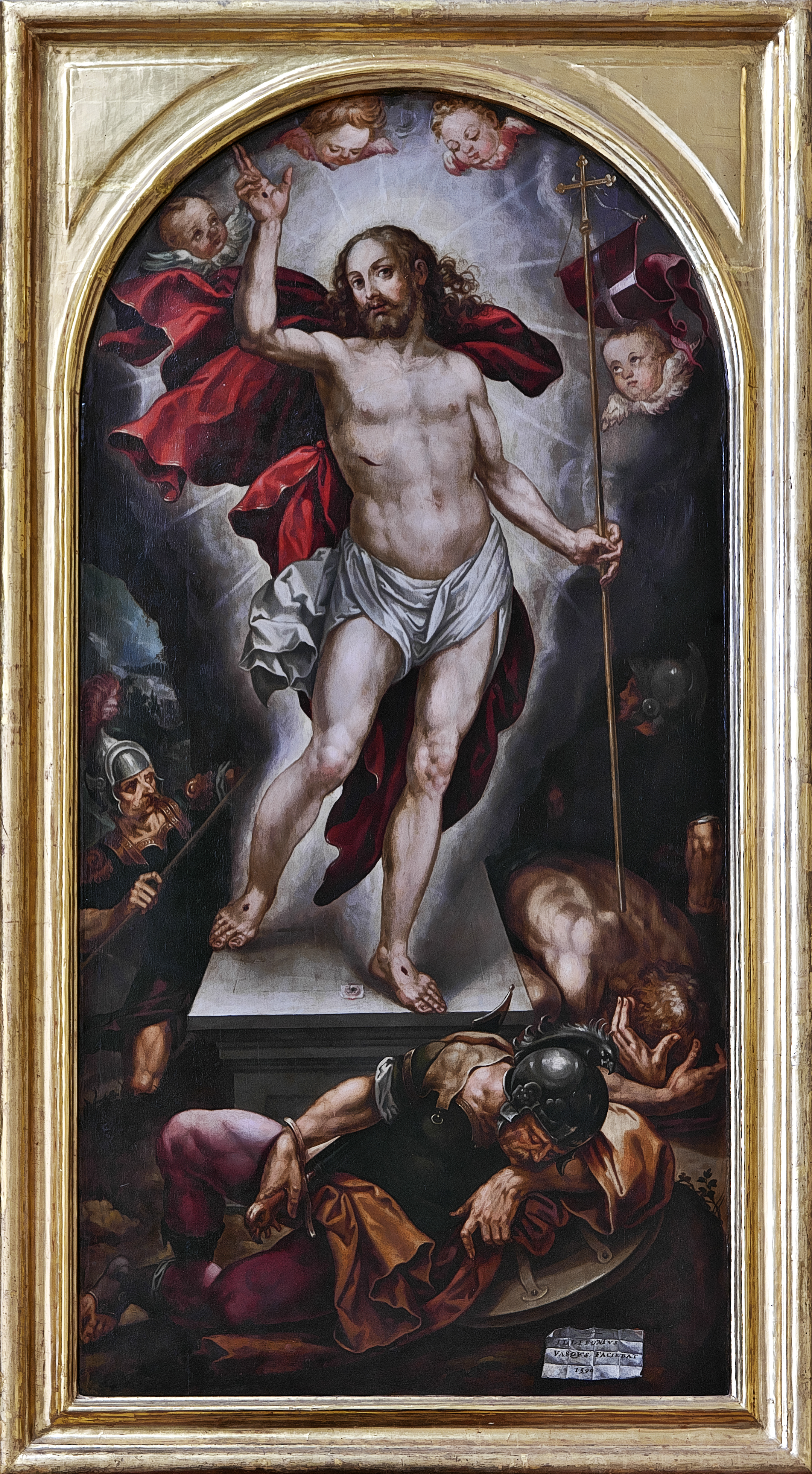
Alonso Vázquez, 1590

En escultura la iconografía de la resurrección es similar, aunque en el caso del Cristo de la Minerva de Miguel Ángel (que se suele denominar como "Cristo redentor"), se optó por representar a Cristo resucitado completamente desnudo, y abrazando la cruz, como símbolo de su victoria tanto sobre la muerte como sobre el pecado.

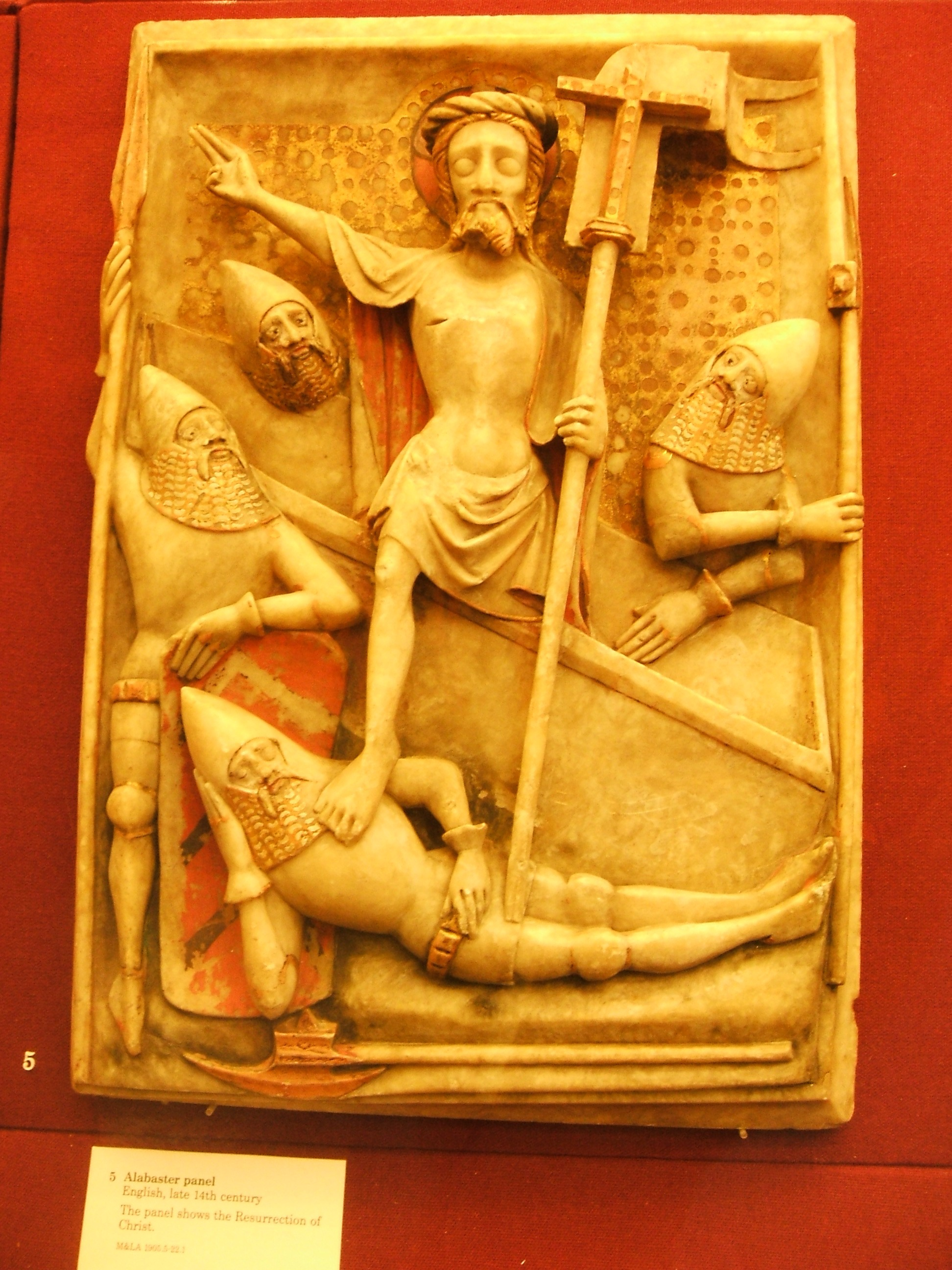
Relieve en alabastro del siglo XIV.
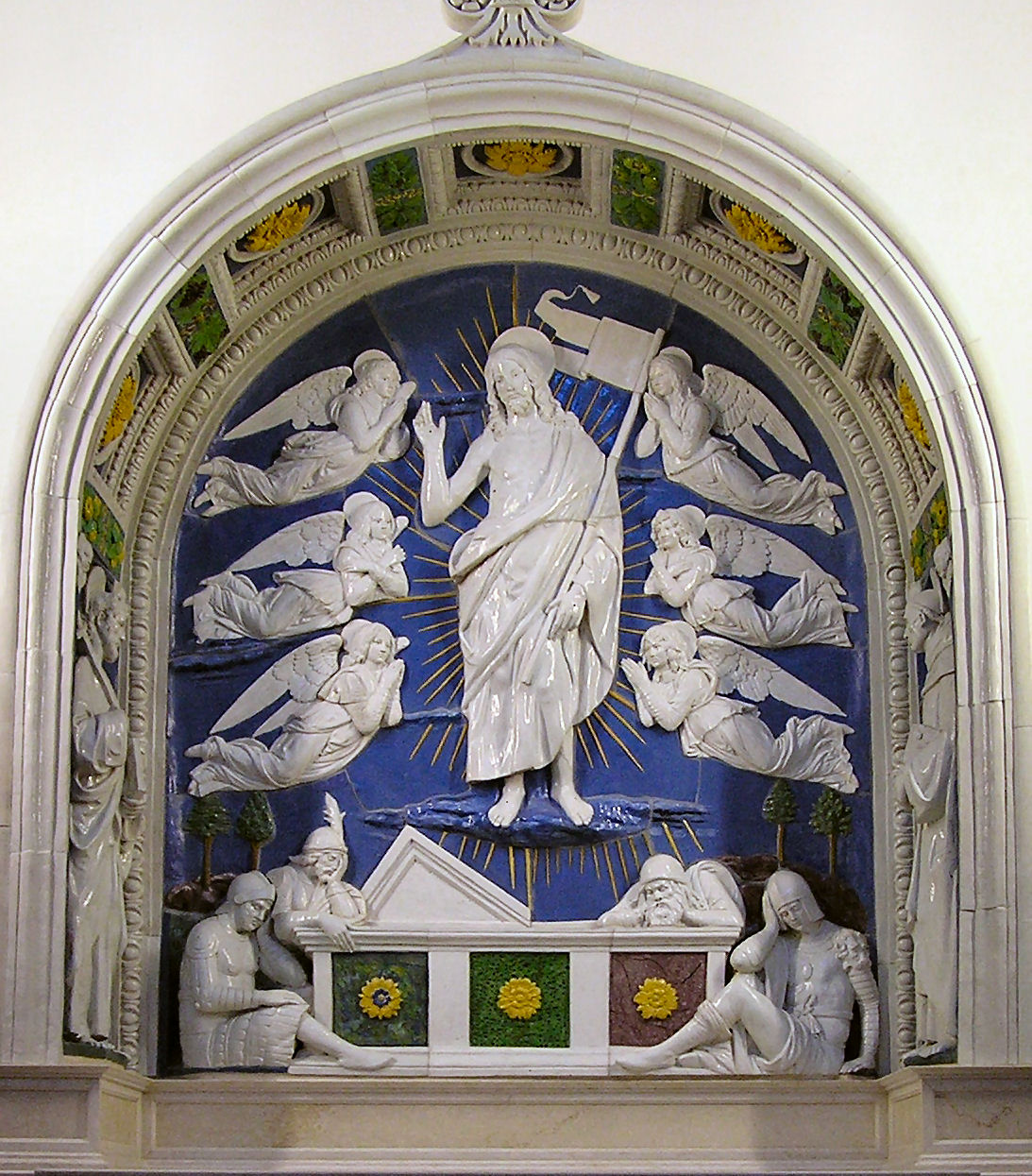
Terracota esmaltada de Andrea della Robbia
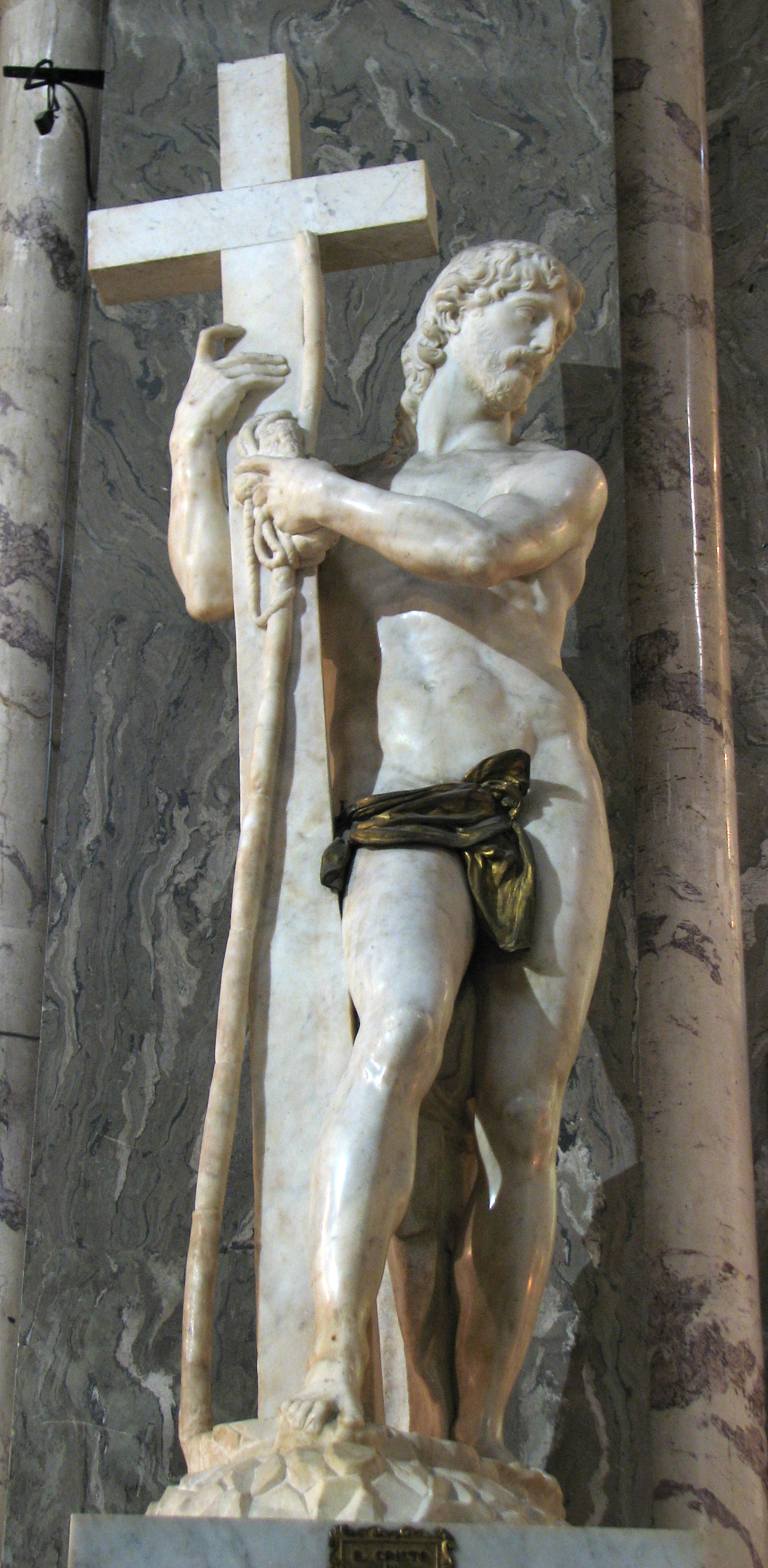
Cristo de la Minerva de Miguel Ángel, 1521.
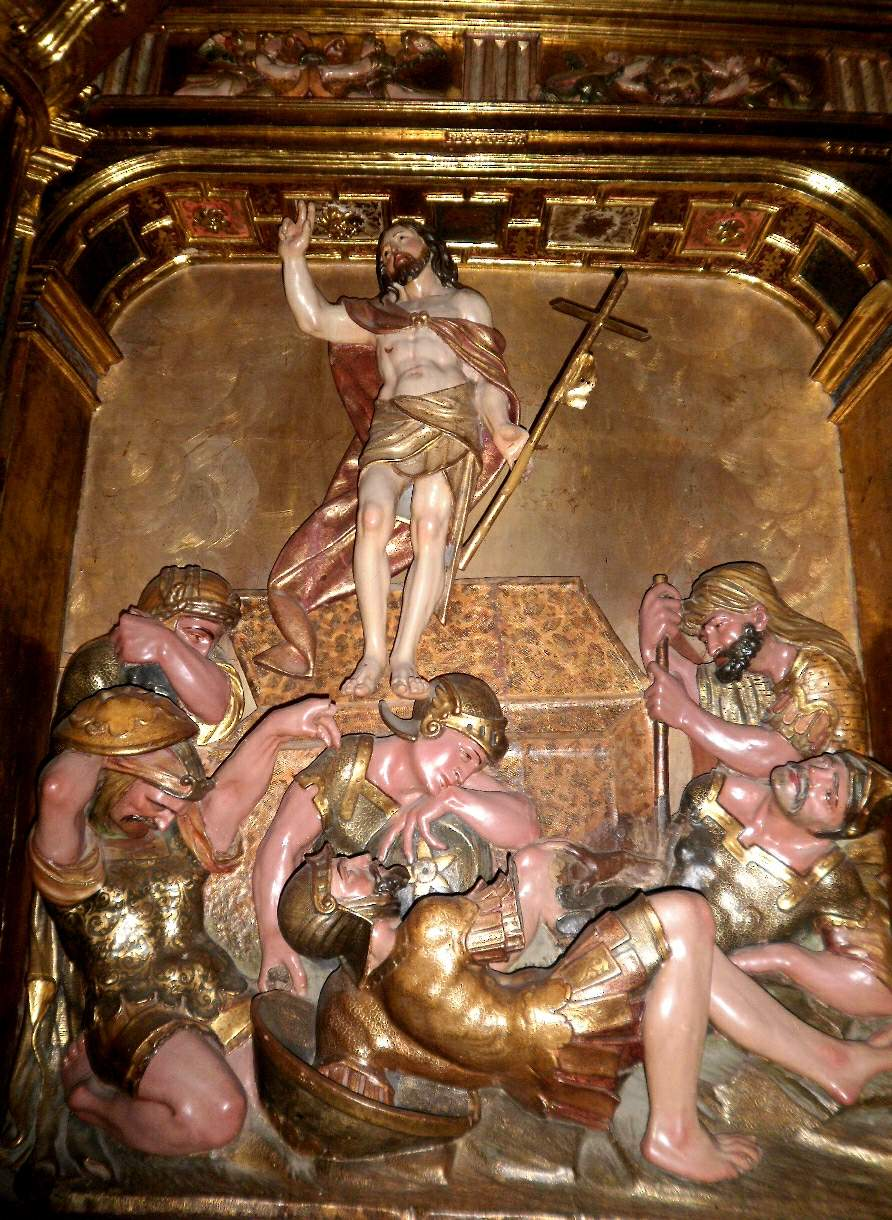
Retablo de Arnao de Bruselas.

- Wikimedia Commons alberga una categoría multimedia sobre Resurrección de Jesús.

No debe confundirse el tema artístico de la resurrección con otros con los que puede tener alguna similitud formal o conceptual: la transfiguración (que refleja un episodio evangélico anterior a la muerte de Cristo, en el que la figura de Cristo se ilumina), la ascensión (que refleja uno posterior, en el que Cristo asciende al cielo ante la vista de sus discípulos), la anastasis Aναστασις ("resurrección" en griego, término que, como tema artístico, se refiere a la visita de Cristo al limbo -descenso de Cristo a los infiernos-, entre la resurrección y la ascensión). Algunos otros temas iconográficos participan de elementos de la resurrección y de otros episodios, como los denominados Varón de dolores o Cristo de las cinco llagas (donde, junto a un Cristo resucitado aparecen tanto elementos de la resurrección como las arma Christi -instrumentos de la Pasión-) y las denominadas Cristo muerto sostenido por ángeles.